# Дивизия «Великая Германия»
Дивизия «Великая Германия» (нем. Division Großdeutschland) — тактическое соединение сухопутных войск нацистской Германии. Принимала участие во Второй мировой войне. Формирование созданное на базе караульного батальона, за период своего существования было развёрнуто в танковый корпус «Великая Германия». Наряду с некоторыми соединениями вермахта и войск СС, «Великая Германия» была одной из наиболее боеспособных военных сил нацистской Германии. В некоторых источниках и мемуарах ошибочно приписывается к войскам СС. Начиная с лета 1941 года, формирование действовало на самых трудных участках Восточного фронта, за что получило прозвище «пожарной команды».
По количеству кавалеров Рыцарского креста «Великая Германия» занимает второе место среди войсковых сухопутных соединений нацистской Германии.
В ходе Второй мировой войны военнослужащими «Великой Германии» были совершены военные преступления. На основании материалов Чрезвычайной государственной комиссии по установлению и расследованию злодеяний немецко-фашистских захватчиков дивизия «Великая Германия» включена в список соединений и частей вермахта, совершивших военные преступления на территории СССР.

## Формирование в довоенные годы

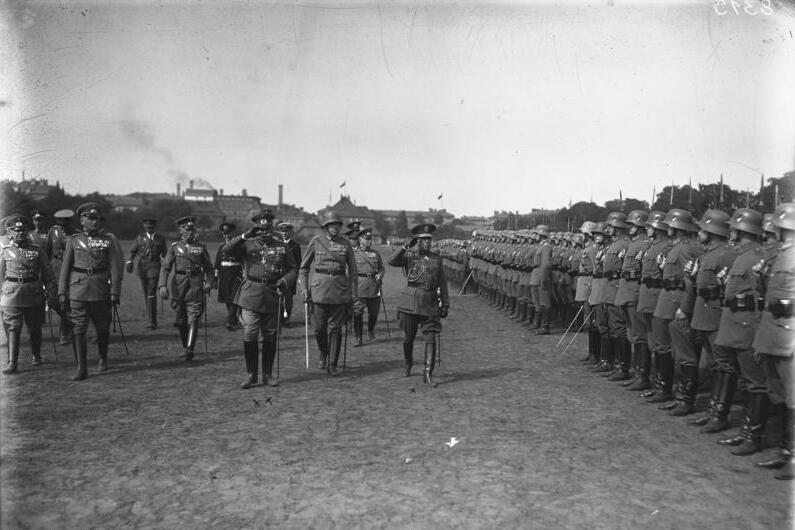
Посещение аргентинским генералом Торансо батальона Kommando der Wachtruppe, Берлин, август 1929

В результате Версальского договора, заключённого после поражения Германской империи в Первой мировой войне, вооружённые силы Германии должны были быть ограничены 100-тысячной сухопутной армией — рейхсвером.
В период 1920—1923 годов на рейхсвер были возложены функции по обеспечению общественного порядка внутри страны и поддержанию конституционного строя в созданной в Германии Веймарской республике. Для решения этих задач в Берлине в начале 1921 года был создан караульный батальон (нем. Kommando der Wachtruppe). Батальон выполнял церемониально-караульные функции: участвовал в парадах, нёс почётный караул у Рейхстага и Бранденбургских ворот. В 1934 году часть переименована в караульный батальон «Берлин» (нем. Wachtruppe Berlin).
В 1936 году главнокомандующий сухопутными силами Германии генерал-полковник Вернер фон Фрич приказал направлять для прохождения службы в составе караульного батальона «Берлин» особо отличившихся солдат из армейских частей. В июне 1937 года батальон развёрнут в полк двухбатальонного состава и получил название Берлинского караульного полка (нем. Wachregiment Berlin).
Вскоре полк получил известность в качестве церемониально-образцовой части: так, солдаты полка участвовали в церемониях при проведении берлинской Олимпиады, образовывали почётный караул при государственных визитах глав иностранных держав, принимали участие во всех парадах и шествиях. Из состава полка была выделена эскортная рота фюрера (нем. Führer Begleit), сопровождавшая А. Гитлера в качестве охраны. В апреле 1939 года полк развёрнут до четырёхбатальонного состава и переименован в моторизованный пехотный полк «Великая Германия» (нем. Infanterie-Regiment (mot) «Großdeutschland»).
Принцип комплектования полка был сохранён: туда по-прежнему переводились лучшие солдаты из всех армейских частей нацистской Германии, причём предпочтение отдавалось подавшим рапорт о добровольном переводе. Кандидаты проходили суровый отбор, в часть зачислялись лишь военнослужащие, соответствовавшие следующим требованиям: возраст 18—30 лет, рост не менее 170 см, германское гражданство, арийское происхождение, отсутствие приводов в полицию. Эти требования оставались в силе до 1943 года, а затем, по мере роста потерь, «Великая Германия» пополнялась военнослужащими вермахта и добровольцами. Наряду с частями войск СС и дивизией «Герман Геринг», полк имел приоритет в получении новых видов вооружения.

## Вторая мировая война

### 1940 год. Французская кампания
1 сентября 1939 года вторжением Германии в Польшу началась Вторая мировая война. В процессе подготовки к ней происходит развёртывание и обучение личного состава полка. «Великая Германия» передислоцирована на полигон близ Графенвёра, в Баварии. В Берлине остаётся караульная рота, позже переформированная в батальон, а затем в полк. К концу 1939 года полк закончил боевую подготовку и был полностью укомплектован и оснащён техникой и вооружением. С января 1940 года полк «Великая Германия» включён в состав 19-го моторизованного корпуса генерала танковых войск Гейнца Гудериана.

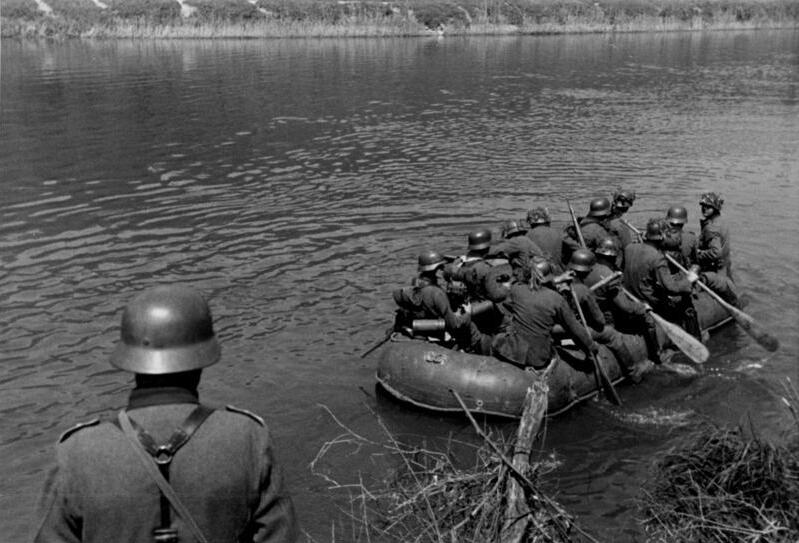
Подразделения полка «Великая Германия» форсируют Маас в районе г. Эглемона, май 1940

10 мая 1940 года немецкие войска согласно плану «Гельб» приступили к широкомасштабным наступательным действиям на Западном фронте. Главный удар наносила входящая в группу армий «A» танковая группа «Клейст» генерала кавалерии Эвальда фон Клейста. 19-й моторизованный корпус находился на острие главного удара. В ночь на 10 мая батальон полка «Великая Германия» в количестве 400 солдат в два захода, с 96 самолётов Fi 156 «Шторх», был десантирован посадочным способом в тылу бельгийских пограничных укреплений. Действия батальона должны были вызвать у противника неуверенность в возможности обороны своих позиций. Основные силы полка были приданы 10-й танковой дивизии, а затем 1-й танковой дивизии. Наступление развивалось успешно: утром немецкие танки, прорвав оборону, установили связь с десантом полка «Великая Германия».
12 мая 1940 года передовые части немецких танковых дивизий достигли реки Маас и овладели Седаном. В течение двух следующих дней немецкие войска форсировали Маас и прорвали оборону французских войск. Полк «Великая Германия» показал в этих боях высокую степень боеготовности и был отмечен командующим корпусом Г. Гудерианом.
В последующие дни танковая группа «Клейст» развивала прорыв, и уже 20 мая 1940 года немецкие танки вышли к Ла-Маншу, окружив тем самым группировку союзников из 28 англо-франко-бельгийских дивизий в Бельгии. Затем, в течение нескольких дней, действуя совместно с «Лейбштандартом СС „Адольф Гитлер“», подразделения «Великой Германии» участвовали в зачистке «дюнкеркского котла». В ходе боёв в Бельгии французская армия потеряла бо́льшую часть своих бронетанковых и моторизованных соединений, и у неё осталось только около 60 дивизий резервистов, которым предстояло сформировать новую линию фронта от швейцарской границы до Ла-Манша. Британские войска потеряли всю артиллерию, танки и транспортные средства и были эвакуированы в Англию.
В ходе последующей перегруппировки немецких войск полк «Великая Германия» был переведён в состав 14-го моторизованного корпуса, входившего в состав танковой группы Клейста. 6 июня 1940 года начался второй этап наступления немецких войск. Фронт противника был прорван, 14 июня 1940 пал Париж, вся оборона французов рухнула, и темп наступления немецких войск сдерживало лишь расстояние, которое могли покрыть танковые дивизии за день. 19 июня 1940 года полк «Великая Германия» захватил Лион, а уже 22 июня 1940 года было подписано франко-германское перемирие. В ходе войны во Франции полк продемонстрировал высокую боевую выучку. Участвуя в основных боях кампании, полк потерял свыше 25 % личного состава убитыми и ранеными.
До конца 1940 года подразделения «Великой Германии» входили в состав немецких оккупационных войск во Франции и вели подготовку к операции «Морской лев». Полк был пополнен согласно штатному расписанию, а позднее усилен артиллерийским дивизионом, ротой штурмовых орудий и автотранспортным батальоном. К концу 1940 года в состав полка входило шесть батальонов и дивизион артиллерии.

### 1941 год. Югославия и операция «Барбаросса»

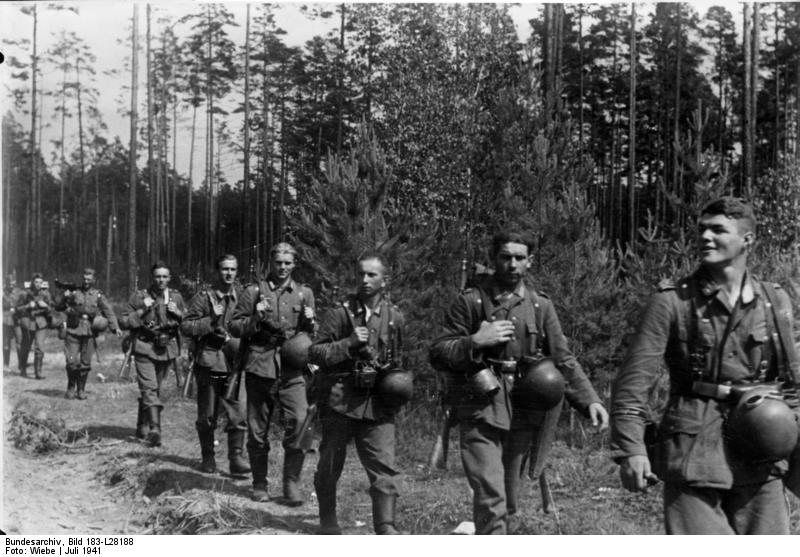
Солдаты полка «Великая Германия» на марше. Белоруссия, июль 1941 года

В апреле 1941 года полк был переброшен в Румынию и вошёл в состав 41-го моторизованного корпуса. 6 апреля 1941 года немецкие войска вторглись на территорию Югославии и, практически не встречая сопротивления, продвинулись вглубь страны. 12 апреля 1941 года части полка «Великая Германия» совместно с подразделениями дивизии СС «Рейх» участвовали в занятии Белграда.
Затем, в рамках подготовки к операции «Барбаросса», полк был переброшен в Польшу и включён в состав 46-го моторизованного корпуса 2-й танковой группы генерал-полковника Гейнца Гудериана группы армий «Центр». Советскую границу подразделения «Великой Германии» перешли 28 июня 1941 года, наступая во втором эшелоне 2-й танковой группы. В течение следующего месяца части полка участвовали в ликвидации окружённых в районе Минска советских войск и прикрывали фланги наступающим танковым дивизиям вермахта. Затем полк принимал участие в форсировании Днепра, в операции по окружению группировки советских войск под Могилёвом, а 19 июля 1941 года совместно с 10-й танковой дивизией захватывал Ельню. Дальнейшее наступление немецких войск на этом участке было остановлено. Соединения 24-й армии Фронта резервных армий (с 30 июля 1941 года — Резервного фронта) перешли в контрнаступление, и немецкие войска с большим трудом удерживали оборону. Так, 30 июля 1941 года под Ельней полк «Великая Германия» отразил 13 атак советских войск. В начале августа на ельнинском выступе наступило затишье: советские войска проводили перегруппировку перед новым наступлением. Воспользовавшись этим, немецкое командование приняло решение сменить моторизованные соединения пехотными дивизиями 20-го армейского корпуса. Полк «Великая Германия» был отведён с передовой и доукомплектован личным составом и вооружением.
В соответствии с директивой ОКВ № 33 от 19 июля 1941 года 24 августа 1941 года войска германской 2-й танковой группы начали наступление в южном направлении с целью окружения киевской группировки Юго-Западного фронта. Главные силы, прорвав оборону на стыке 40-й армии Юго-Западного фронта и 21-й армии Брянского фронта, наступали в направлении Конотоп—Ромны—Лохвица для соединения с частями 1-й танковой группы генерал-полковника Эвальда фон Клейста. Одновременно с этим 17-я танковая дивизия вермахта, действуя совместно с полком «Великая Германия» и частью подразделений 10-й танковой дивизии, отбросив советские войска на восток, образовала внешнее кольцо окружения. Ожесточённые бои развернулись на участке фронта Путивль—Бурынь, где полку «Великая Германия» противостоял сводный отряд курсантов харьковских военных училищ и подразделения 3-го воздушно-десантного корпуса.
30 сентября 1941 года немецкие войска приступили к операции «Тайфун» — генеральному наступлению с целью разгрома основных сил Красной Армии, захвата Москвы и победоносного окончания Восточной кампании вермахта. Командованием сухопутных войск и группы армий «Центр» было задействовано три из четырёх танковых групп (армий) вермахта. Наступление 2-й танковой группы (с 5 октября 1941 года — 2-й танковой армии) Гудериана сразу создало кризисную ситуацию для советских войск на брянском направлении. Прорвав оборону Брянского фронта и отразив разрозненные контратаки, немецкие танковые корпуса вышли на оперативный простор. 3 октября 1941 года с ходу был захвачен Орёл, 6 октября — Брянск и Карачев. Брянский фронт оказался в окружении. 24-й моторизованный корпус вермахта начал наступление по шоссе Орёл—Тула. Для его задержки Ставка ВГК принимает решение о высадке посадочным способом 5-го воздушно-десантного корпуса в районе Орла. Первая волна десанта была высажена непосредственно в уже захваченном немцами Орле. Остальные подразделения высаживались под Орлом или в Мценске. Действия десантников, наряду с начавшейся распутицей, задержали немецкое наступление. Расстояние в 45—50 км, отделявшее Орёл от Мценска, 24-й моторизованный корпус 2-й танковой группы смог преодолеть только за 9 суток. Под Мценском оборону держал 1-й гвардейский стрелковый корпус, который путём активной обороны приостановил наступление противника. Для дальнейшего наступления на Тулу из резерва 2-й танковой армии вермахта 24-му корпусу был придан моторизованный полк «Великая Германия», находившийся в Орле на отдыхе и пополнении. В состав ударной боевой группы Эбербаха (нем. Kampfgruppe Eberbach) полковника Хайнриха Эбербаха также вошли танковые полки 3-й и 4-й танковых дивизий. Прорвав советскую оборону под Мценском, боевая группа Эбербаха 29 октября 1941 года приступила к штурму позиций Тульского укрепрайона, а 30 октября один из батальонов полка «Великая Германия» ворвался на южную окраину Тулы, но к вечеру контратакой защитников города был отброшен на прежние позиции. После того, как частям 3-й и 4-й танковых дивизий и полку «Великая Германия» не удалось захватить Тулу с ходу, генерал-полковник Гудериан принял решение обойти город и продолжить наступление через Каширу. 24 ноября 1941 года передовые части 2-й немецкой танковой армии достигли Каширы, но уже через несколько дней 1-й гвардейский кавалерийский корпус остановил немецкое наступление на этом участке фронта. 3 декабря 1941 года немецкие части взяли под контроль шоссейную и железную дороги Серпухов—Тула, тем самым блокировав Тулу. Это были последние успехи вермахта под Москвой. Лишённые необходимого оснащения для ведения боевых действий в условиях суровой зимы, встречая ожесточённое сопротивление Красной Армии, немецкие войска несли огромные и всё менее восполняемые потери. 5 декабря 1941 года 2-я танковая армия, оперировавшая на фронте протяжённостью 350 км, получила приказ перейти к обороне.
6 декабря 1941 года, в рамках масштабного контрнаступления советских войск на московском направлении, началось наступление левого крыла Западного фронта (10-я армия, часть сил 49-й и 50-й армии, 1-й гвардейский кавалерийский корпус). Советские войска совершили прорыв в полосе обороны 43-го армейского корпуса между Тулой и Алексином. Попытки ликвидировать прорыв силами пехотного полка «Великая Германия» окончились неудачей. Немецкие войска начали отступление, безуспешно пытаясь закрепиться на новых рубежах обороны. 2-я танковая армия вермахта была разрезана на несколько частей, отходивших в разных направлениях. К концу 1941 года подразделения полка «Великая Германия», входившие в состав 53-го армейского корпуса, отступили в район города Болхова, где заняли оборону вдоль Оки. Закрепившимся на рубежах рек Ока и Зуша немецким войскам была поставлена задача прикрыть орловское направление.

### 1942 год. Боевые действия на центральном и южном участках Восточного фронта

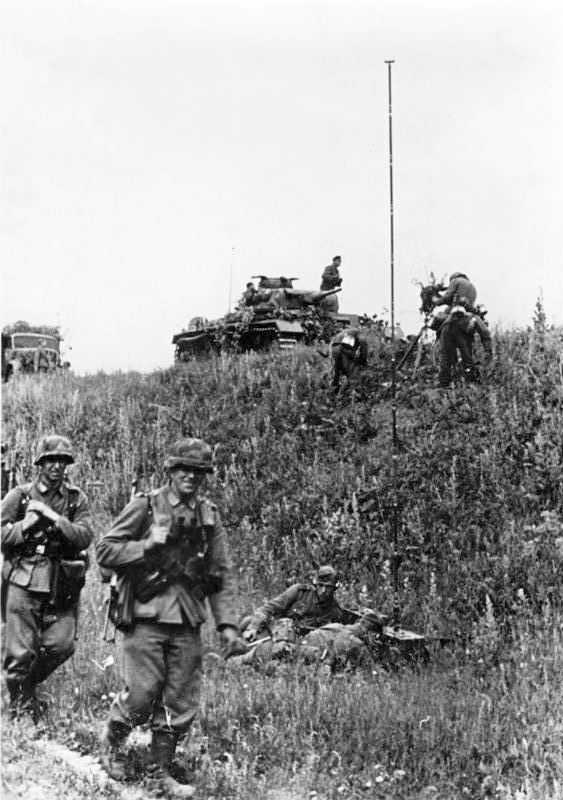
Подразделения дивизии «Великая Германия» в излучине Дона, июль 1942 года

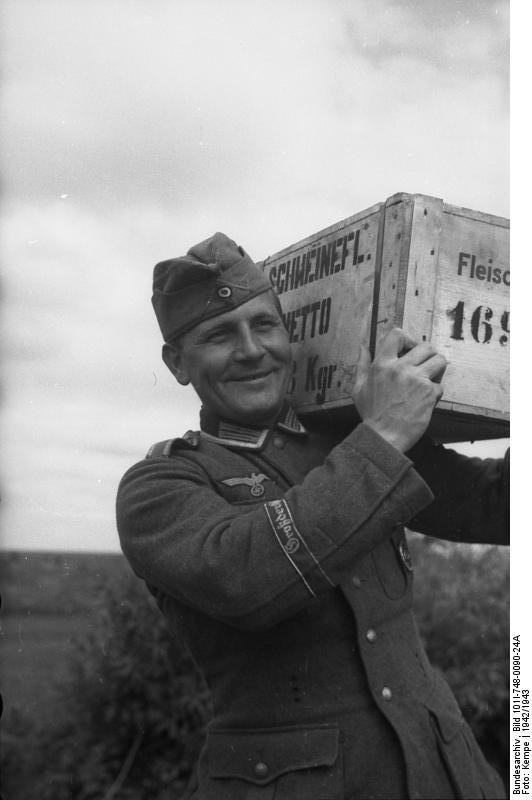
Солдат транспортного батальона «Великая Германия» с ящиком свиных консервов на плече. Лето 1942 года

7 января 1942 года была подписана директива Ставки ВГК, в которой определялся замысел стратегической операции Красной Армии на окружение и разгром группы армий «Центр». Согласно данной директиве, Брянскому фронту предписывалось нанести удар в направлении на Орёл, обойти противника в районе Болхова с севера, обеспечивая наступление Западного фронта. В Болховской наступательной операции Брянского фронта главный удар наносила 3-я армия генерал-лейтенанта П. И. Батова при поддержке 61-й армии генерал-лейтенанта М. М. Попова. Операция, представлявшая собой серию последовательных наступлений, продолжавшихся с 8 января по 20 апреля 1942 года, закончилась неудачно. Советские войска, ведя фронтальные атаки на хорошо укреплённые позиции противника, сумели продвинуться лишь на 5—20 км. Ожесточённое сражение произошло в районе Болхова, где полк «Великая Германия» совместно с 56-й пехотной дивизией вермахта отразил несколько наступлений трёх советских дивизий. Понесённые при этом потери были столь велики, что к концу февраля 1942 года остатки полка «Великая Германия» были сведены в батальон и отведены в тыл для пополнения.
В апреле 1942 года было принято решение развернуть на базе полка «Великая Германия» одноимённую моторизованную дивизию. В это время полк, находясь в прифронтовом районе близ Орла, восстанавливал свою боеспособность, пополняясь личным составом и вооружением. Одновременно в Германии оснащались подразделения, которые предполагалось включить в состав дивизии. Мероприятия по реорганизации дивизии проводились в рамках подготовки вермахта к летнему наступлению 1942 года на южном участке Восточного фронта. В конце мая 1942 года все подразделения, входившие в состав «Великой Германии», были передислоцированы в район Фатежа, а само соединение включено в 48-й танковый корпус 4-й танковой армии.
5 апреля 1942 года Гитлером была подписана Директива ОКВ № 41, определившая цели летней кампании. К началу лета 1942 года в полосе группы армий «Юг» была сосредоточена крупнейшая на Восточном фронте группировка немецких войск, включавшая 35 % пехотных и более 50 % танковых и моторизованных соединений вермахта на советско-германском фронте. В результате майского поражения Красной Армии под Харьковом оборона советских войск на южном участке оказалась ослабленной. В конце июня 1942 года в районах северо-восточнее Курска и северо-восточнее Харькова закончилось развёртывание ударных группировок, предназначенных для проведения операции «Блау».

ОШС дивизии «Великая Германия» 28 июня 1942 г.

28 июня 1942 года немецкие войска перешли в наступление и прорвали оборону Брянского фронта на стыке 40-й и 13-й армий. На следующий день передовые части 48-го танкового корпуса вермахта, прорвав вторую полосу обороны 40-й армии, ворвались в расположение штаба армии в районе Горшечного. Командующий армией генерал-лейтенант М. А. Парсегов и штабные работники, бросив часть документов, в том числе и оперативного характера, переместили командный пункт и на несколько дней потеряли управление боевыми действиями войск. Командование Брянского фронта попыталось ликвидировать прорыв контрударом специально созданной оперативной группы под руководством командующего бронетанковыми и механизированными войсками Красной Армии генерал-лейтенанта Я. Н. Федоренко. В группу вошли 4-й, 24-й и 17-й танковые корпуса. На протяжении четырёх дней, с 30 июня по 4 июля 1942 года, в районе Горшечного происходило встречное танковое сражение между 48-м танковым корпусом вермахта и корпусами оперативной группы Федоренко. Советские войска, вводившиеся в бой по частям, потерпели поражение. Моторизованная дивизия «Великая Германия», участвовавшая в этих боях, нанесла серьёзный урон 17-му танковому корпусу Красной Армии, потерявшему 132 танка из 179. 5 июля 1942 года 24-я танковая дивизия, также входящая в 48-й танковый корпус, форсировав реку Дон, ворвалась в западную часть Воронежа, севернее 24-й дивизии форсировала Дон и образовала два плацдарма «Великая Германия». Начались уличные бои за город, гарнизон которого составляли части НКВД, 3-я дивизия ПВО и тыловые подразделения. Из резерва в район Воронежа был переброшен 18-й танковый корпус Красной Армии генерал-майора И. Д. Черняховского, подразделения которого сразу по прибытии вводились в бой по частям. Бои за контроль над городом продолжались около двух недель, и обе стороны подтягивали новые силы. Немецкое командование перебросило в район Воронежа 29-й армейский корпус, а советское — свежесформированную 60-ю армию. Ещё 6 июля 1942 года командование группы армий «Юг» получило личное указание А. Гитлера вывести из боя в районе Воронежа подвижные соединения 4-й танковой армии и двигать их на юго-восток, чтобы обеспечить окружение группировки Юго-Западного фронта между реками Осколом, Доном и Донцом. Однако, ввиду усиления сопротивления советских войск под Воронежем, смена ударных танковых и моторизованных соединений на пехотные была затруднена. В результате в наступление вдоль Дона на юг перешёл лишь один корпус 4-й танковой армии, что позволило части соединений Юго-Западного и Южного фронта избежать окружения. За задержку под Воронежем генерал-фельдмаршал Федор фон Бок 13 июля 1942 года был отстранён Гитлером от командования группы армий «B» (9 июля 1942 года группа армий «Юг» была разделена на группы армий «A» и «B»).
«Фон Бок теряет из-за Воронежа 4—5 дней. И это в то время, когда дорог каждый день для того чтобы окружить и уничтожить русских, он продолжает сидеть там, наверху, с четырьмя лучшими дивизиями, в первую очередь с 24-й танковой дивизией и дивизией «Великая Германия», цепляясь за Воронеж. Я ещё сказал — не нажимайте, если встретите где-либо сопротивление, идите южнее к Дону. Решающее — продвинуться как можно быстрее на юг, чтобы мы могли действительно захватить противника в клещи. Так нет, этот человек делает совершенно обратное. Затем пришла эта беда — несколько дней плохой погоды, в результате чего русские неожиданно выиграли 8—9 дней, в течение которых они смогли выбраться из котла» (А. Гитлер — генерал-фельдмаршалу В. Кейтелю).

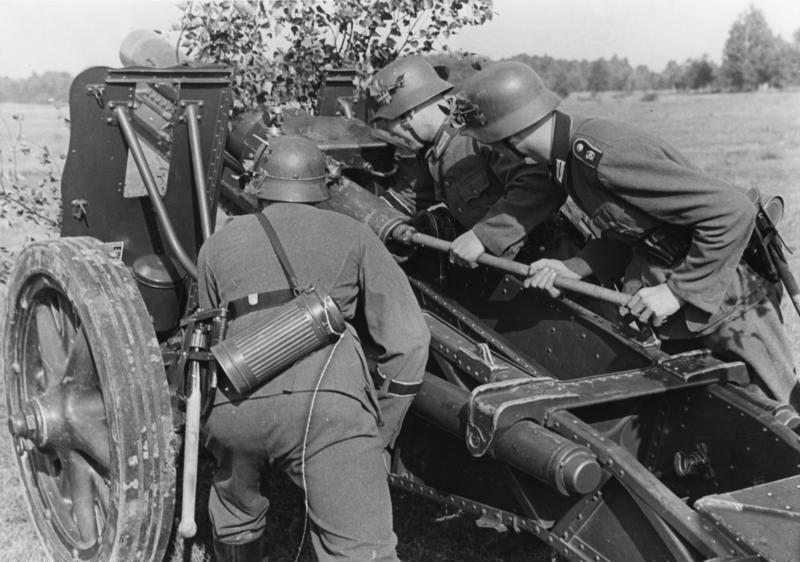
Артиллеристы дивизии «Великая Германия» поддерживают действие пехоты, 1942 год

Подразделения дивизии «Великая Германия» были выведены из-под Воронежа лишь 15 июля 1942 года, и ускоренным маршем переброшены в район станицы Тацинская. Затем дивизия, форсировав реки Сал и Маныч, преследовала отступающие советские войска в районе Ростова-на-Дону. В начале августа 1942 года соединение было выведено в резерв ОКХ и направлено в Шахты для пополнения. В дальнейшем дивизию планировалось перебросить на северный участок Восточного фронта в состав 11-й армии группы армий «Север» для участия в операции «Северное сияние» (нем. «Nordlicht»).
15—18 августа 1942 года эшелоны дивизии «Великая Германия» были остановлены в Смоленске, и подразделения были переданы в подчинение командованию группы армий «Центр». Соединение было направлено в помощь 9-й армии вермахта для ликвидации прорыва в «ржевском выступе». До 9 сентября 1942 года дивизия находилась в резерве командующего 9-й армией генерал-полковника В. Моделя. Затем подразделения дивизии были направлены в распоряжение 27-го армейского корпуса, ведущего тяжёлые оборонительные бои под Ржевом. 27 сентября 1942 года немецкие войска были выбиты из города частями 30-й советской армии. На следующий день части «Великой Германии» контратакой вновь овладели Ржевом и ликвидировали прорыв. В конце сентября и начале октября летнее сражение в районе Ржева завершилось успехом немецкой обороны. По окончании активных боёв подразделения дивизии были отведены в резерв штаба 9-й армии и расквартированы в Оленино.
В конце ноября 1942 года, по окончании осенней распутицы, советские войска начали новое масштабное наступление против «ржевского выступа». В операции «Марс», которую проводили Западный и Калининский фронт под общим руководством генерала армии Г. К. Жукова, было задействовано гораздо больше сил и средств, чем в проходящем в эти же сроки контрнаступлении под Сталинградом.
Замысел операции состоял в том, чтобы восемью ударами Западного и четырьмя ударами Калининского фронтов раздробить оборону в районе «ржевского выступа» и, уничтожив основные силы группы армий «Центр», выйти в район Смоленска. В ходе отражения советского наступления из подразделений дивизии «Великая Германия» было создано несколько боевых групп (нем. Kampfgruppe), чаще всего действующих независимо друг от друга. Группы создавались на основе мотопехотных полков, которым придавались танки либо штурмовые орудия, моторизованные зенитные и артиллерийские батареи, сапёры и мотоциклисты. Эти боевые группы перебрасывались на наиболее угрожаемые участки фронта, вступая в бой в решающие моменты с целью ликвидации прорывов и контрударов. Так, боевая группа Беккера, действующая в полосе наступления 20-й и 39-й армий, неоднократно отсекала прорывающиеся сквозь немецкую оборону советские танки от пехоты и восстанавливала положение. Основная часть подразделений «Великой Германии» приняла участие в боях в долине реки Лучесы, по послевоенным воспоминаниям ветеранов дивизии, самых тяжёлых за всю историю формирования.
В составе наступавшей по узкой извилистой речной долине 22-й советской армии генерал-майора В. А. Юшкевича и приданного ей 3-го мехкорпуса генерал-майора М. Е. Катукова было сосредоточено 80 тысяч человек и 270 танков. 25 ноября 1942 года, прорвав немецкую оборону, советские войска наступали к шоссе Оленино—Белый, грозя перерезать коммуникации 9-й армии вермахта. Контратака боевой группы Келлера остановила их продвижение, связав на несколько дней позиционными боями. 1 декабря 1942 года, перегруппировавшись и подтянув резервы, советские войска вновь перешли в наступление. Группа Келлера была отброшена на северо-восток, её командир убит, продвижение советской пехоты и танков продолжилось — до шоссе оставалось несколько километров. Немецкое командование перебросило на этот участок фронта последние резервы, и 10 декабря 1942 года окончательно остановило советское наступление. Одновременно с боями в долине Лучесы боевая группа Кассница в течение недели отражала штурм города Белого войсками 41-й армии, что позволило срочно переброшенному из группы армий «Север» 30-му армейскому корпусу провести операцию по окружению основных сил 41-й армии.
К середине декабря 1942 года советское наступление прекратилось на всём протяжении Ржевского выступа, а в течение последней недели года части «Великой Германии» безуспешно пытались выбить советские войска из Лучесской долины. Потери, понесённые дивизией в ходе боёв под Ржевом, были огромны: пехотные полки сведены в батальоны, танковый батальон и дивизион штурмовых орудий потеряли практически всю бронетехнику.

### 1943 год. Боевые действия в составе группы армий «Юг»

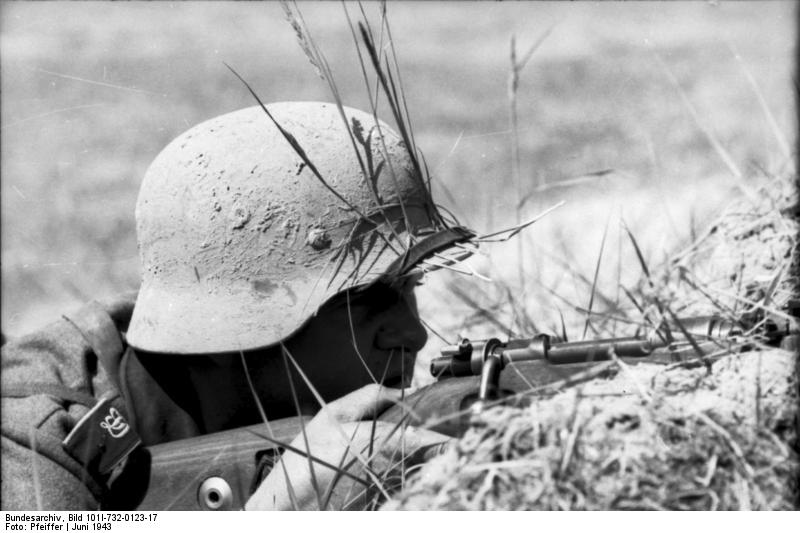
Солдат дивизии с винтовкой Mauser 98k с установленным на нём дульным гранатомётом. Полтава/Ахтырка, июнь 1943 г.

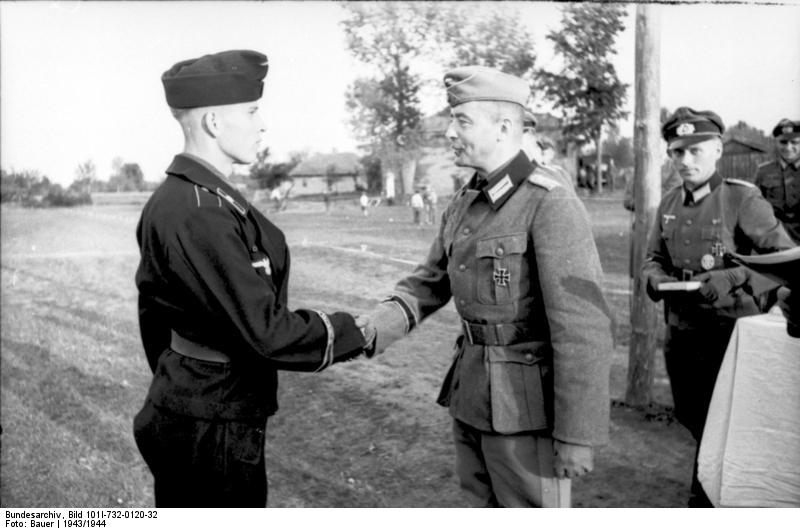
Награждение рядового танкиста дивизии «Великая Германия». Лето 1943 г., средняя полоса СССР

В начале января 1943 года подразделения моторизованной дивизии «Великая Германия» были отведены в Смоленск, где начали переформирование и пополнение. Однако уже через несколько дней, соединение было переброшено в район Волчанска и включено в состав «армейской группы Ланца» (нем. Armeegruppe Lanz). «Великой Германии» была выделена полоса обороны протяжённостью 30 км. На таком широком фронте можно было вести только сдерживающие действия, и под натиском войск 69-й армии дивизия отступила к северным окраинам Харькова. Город, который также оборонял 2-й танковый корпус СС, был целью трёх советских армий Воронежского фронта — 69-й, 40-й и 3-й танковой. Одновременно с Воронежским, в наступление перешёл и Юго-Западный фронт, получивший задачу овладеть районом Днепропетровска и Запорожьем, окружив тем самым донбасскую группировку противника.
15 февраля 1943 года, несмотря на приказ Гитлера «удерживать Харьков до последнего человека», под угрозой окружения, «Великая Германия» и две дивизии войск СС отступили из города. Основная часть подразделений дивизии была отведена в Полтаву, где получила значительное пополнение. 19 февраля 1943 года немецкие войска перешли в контрнаступление силами 2-го танкового корпуса СС и 4-й танковой армии. К 3 марта 1943 года, разгромив ударную группировку Юго-Западного фронта в составе 6-й, части 1-й гвардейской армий и «подвижной группы Попова» (в составе трёх танковых корпусов и частей усиления), командование группы армий «Юг» во главе с генерал-фельдмаршалом Э. фон Манштейном приступило к реализации операции по окружению советских войск в районе Харькова.
7 марта 1943 года, после перегруппировки, немецкие войска атаковали город с трёх направлений. Непосредственно бои за город вёл 2-й танковый корпус СС, а дивизия «Великая Германия» наступала вдоль реки Коломак в направлении Богодухова, обходя Харьков с севера.
Захватив Богодухов, подразделения дивизии в районе Борисовки попали под удар трёх советских гвардейских танковых корпусов: 2-го, 3-го и 5-го. В ожесточённом встречном бою все атаки были отбиты, и было продолжено наступление на Томаровку.
15 марта 1943 года подразделения дивизии СС «Лейбштандарт СС Адольф Гитлер» захватывают Харьков, 18 марта — Белгород. На следующий день немецкие войска перешли к обороне. В период с 7 по 20 марта 1943 года, согласно данным штаба дивизии «Великая Германия», в боях за Харьков соединение уничтожило 269 советских танков (250 Т-34, 16 Т-60 и Т-70, 3 КВ-1). При этом собственные безвозвратные потери составили 14 танков.
Согласно книге «3-я гвардейская танковая», изданной в Москве в 1982 году, 3-я танковая армия 22 февраля 1943 г. выбила дивизию «Великая Германия» из Люботина, при этом она вела бои как в наступлении, так и в обороне и лишь в ночь на 26 марта, понеся тяжёлые потери, отошла за Северский Донец. В соответствии со штатным составом того периода советский танковый корпус насчитывал 24 тяжёлых танка КВ, 40 средних танков Т-34 и 79 лёгких танков Т-60 или Т-70. Согласно данным штаба дивизии «Великая Германия», воюя с тремя гвардейскими танковыми корпусами РККА, соединение более чем дважды «уничтожило» все Т-34 полного штатного состава этих корпусов, при этом нанеся минимальные потери как гораздо более многочисленным лёгким, так и более малочисленным тяжёлым танкам.

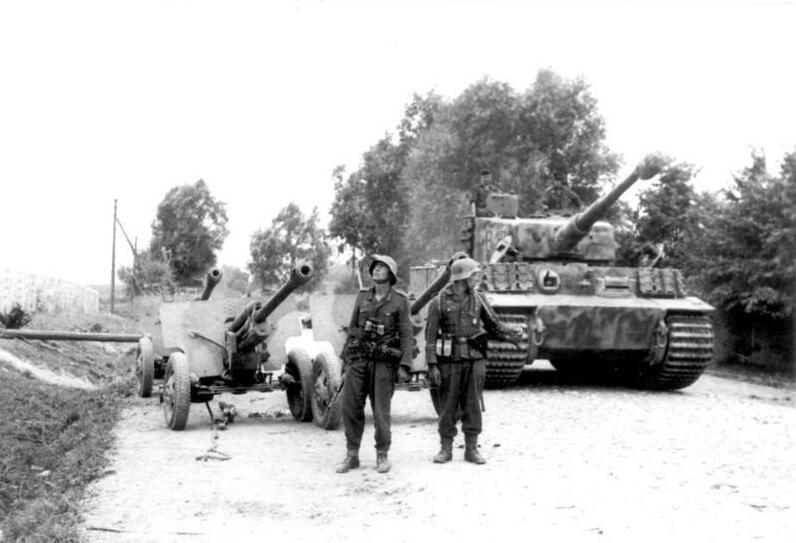
Тяжёлый танк PzKpfw VI «Tiger I» рядом с тремя советскими 76-мм орудиями «ЗИС-3», сентябрь 1943 года

В конце марта подразделения дивизии были выведены из фронтовой зоны и отправлены на отдых в Полтаву. На протяжении апреля — июня 1943 года на Восточном фронте наступила оперативная пауза, в ходе которой стороны готовились к летней кампании. Летом Верховное германское командование приняло решение провести крупную стратегическую наступательную операцию на Восточном фронте: путём нанесения мощных сходящихся ударов из районов Орла и Белгорода окружить и уничтожить советскую группировку в «курском выступе». Сроки операции, получившей кодовое название «Цитадель», неоднократно переносили по приказу А. Гитлера, требовавшего обеспечить максимально массированное применение новых тяжёлых танков PzKpfw V «Пантера», выпуск которых постоянно затягивался.
К началу июля 1943 года в войска группы армий «Юг» прибыло 200 танков этого типа, и эти танки поступили на вооружение 39-го отдельного танкового полка вермахта. Данное подразделение было придано в качестве усиления дивизии «Великая Германия», в результате чего последняя стала самым мощным танковым соединением немецкой армии.
Так, в составе дивизии на 4 июля 1943 года насчитывалось около 330 танков (в том числе 200 «пантер» и 15 «тигров»), чуть меньше, чем во всех трёх дивизиях 2-го танкового корпуса СС.
Для обеспечения взаимодействия 39-го танкового полка и танкового полка дивизии «Великая Германия» была создана 10-я танковая бригада, сама дивизия была подчинена 48-му танковому корпусу 4-й танковой армии группы армий «Юг».
5 июля 1943 года вермахт перешёл в наступление в районе «курского выступа». Основной удар с южного направления наносился силами 4-й танковой армии в направлении Корочи и Обояни. На Обоянь наступал 48-й танковый корпус — наиболее сильное соединение 4-й танковой армии. Уже в первый день наступления немецкие войска завязли в глубоко эшелонированной обороне Воронежского фронта и потеряли темп наступления. Обладая внушительными бронетанковыми силами, дивизия «Великая Германия» долгое время фактически не могла ввести их в бой.
Танковые подразделения в течение всего дня оказались скученными в районе заболоченного противотанкового рва и находились под ударами авиации и артиллерии. В результате пехотные полки дивизии были вынуждены действовать без танковой поддержки, неся при этом ощутимые потери. Лишь к исходу дня танковые части «Великой Германии» вступили в бой, причём приданный полк «пантер» потерял уже свыше 25 % танков, так и не вступив в соприкосновение с противником. На протяжении последующих дней соединения 48-го танкового корпуса, в частности, подразделения дивизии, с большими потерями преодолевали оборону советских войск, отбивая многочисленные контратаки 6-й гвардейской и 1-й танковой армий Воронежского фронта. В результате, на острие главного удара 4-й танковой армии оказался лишь 2-й танковый корпус СС, 12 июля 1943 года участвовавший во встречном танковом сражении под Прохоровкой. К исходу 15 июля 1943 года немецкие войска перешли к обороне, более того, командование группы армий «Юг» приняло решение немедленно вывести главные силы из боя и отвести их на рубеж, который они занимали до начала наступления. В рядах дивизии «Великая Германия» насчитывалось не более 70 танков, из них 20 — «пантер»,
большие потери понесли также мотопехотные и артиллерийские полки. По данным штаба 48-го танкового корпуса, подразделения дивизии в период наступательных действий под Курском уничтожили и захватили около 350 советских танков.
В течение недели соединение находилось на отдыхе в районе Томаровки, где за счёт отремонтированной бронетехники усилило свою боеспособность. 21 июля 1943 года 48-му танковому корпусу было приказано направить дивизию «Великая Германия» в поддержку группы армий «Центр» фельдмаршала фон Клюге, где советские войска, прорвав оборону, нанесли сильный удар между Орлом и Брянском. Прибытие дивизии позволило локализовать прорыв и избежать окружения немецкой группировки в районе Болхова, наступавшие соединения советских 11-й гвардейской генерал-лейтенанта И. Х. Баграмяна и 4-й танковой армий генерал-лейтенанта В. М. Баданова понесли большие потери.
В начале августа 1943 года моторизованная дивизия «Великая Германия» была возвращена из группы армий «Центр» в состав 48-го танкового корпуса для противодействия крупномасштабному советскому наступлению. 17—20 августа 1943 года, действуя в районе Ахтырки, дивизия нанесла мощный контрудар во фланг наступавшим частям 27-й армии с приданными ей двумя гвардейскими танковыми корпусами. Наступление дивизии стало единственным успехом немецких войск на всём 160-километровом фронте от Сум до Северского Донца.
«Противник 20 августа нанёс удар из района Ахтырки на юго-восток по тылам 27-й армии, 4 и 5 гв. танковых корпусов.
В результате этих действий противника наши войска понесли значительные и ничем не оправданные потери, а также было утрачено выгодное положение для разгрома харьковской группировки противника» (И. В. Сталин — генералу армии Н. Ф. Ватутину).
В течение последующего месяца подразделения дивизии вели тяжёлые бои, прикрывая отход основных сил группы армий «Юг» к Днепру. Согласно директиве командующего группой армий «Юг» генерал-фельдмаршала Манштейна, в целях замедления продвижения Красной Армии и затруднения снабжения её соединений при отступлении немецкие войска осуществляли тактику выжженной земли.
В конце сентября 1943 года дивизиям «Великая Германия» и «Райх» командованием 8-й армии была поставлена задача обеспечить оборону плацдарма на левом берегу Днепра, в районе Кременчуга. Был создан мощный инженерно оборудованный рубеж, являющийся составной частью стратегической оборонительной линии «Восточный вал». В течение десяти дней войска 5-й гвардейской и 53-й армий пытались преодолеть оборону немецких войск, а 29 сентября 1943 года подразделения дивизии, последними из соединений вермахта, переправились на правый берег Днепра.
Одновременно с освобождением Кременчуга частями Степного фронта был с ходу форсирован Днепр и созданы плацдармы на его правом берегу, в районе села Бородаевки. В первой половине октября советские войска вели тяжёлые бои за удержание и расширение плацдармов, постепенно объединив их в общий плацдарм южнее Кременчуга. В этих боях немецкие войска понесли большие потери: так, в начале октября в составе дивизии «Великая Германия» числился лишь один боеспособный танк.
15 октября 1943 года войска Степного (с 20 октября 1943 года — 2-го Украинского) фронта провели операцию с захваченного плацдарма на участке от Кременчуга до Днепропетровска, и к 20 декабря вышли на подступы к Кировограду и Кривому Рогу. Остатки дивизии «Великая Германия» были отброшены в район Кривого Рога и вошли в состав никопольско-криворожской группировки немецких войск.

### 1944 год. На разных участках Восточного фронта

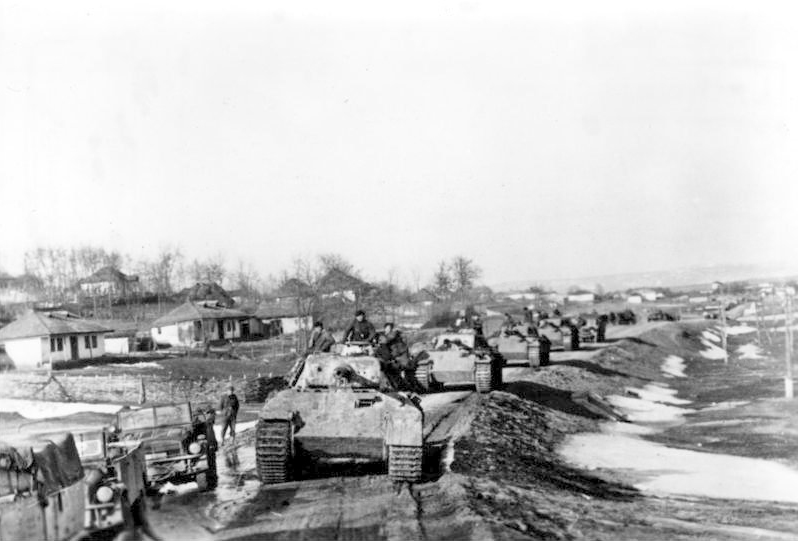
Колонна танкового полка дивизии «Великая Германия», Румыния, апрель 1944 года

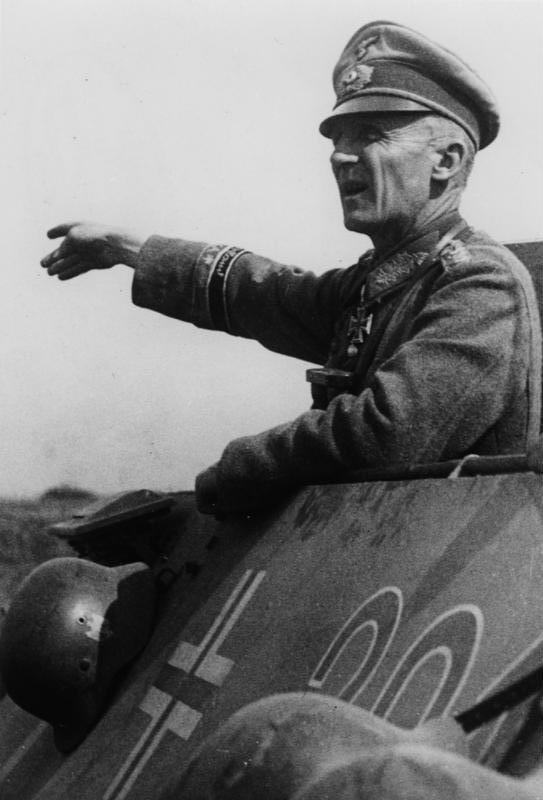
Командир дивизии «Великая Германия» генерал-лейтенант Хассо фон Мантойфель, Прибалтика, август 1944 года

В начале января 1944 года подразделения дивизии были переброшены из-под Кривого Рога в район Кировограда и нанесли фланговый удар в полосе действий 53-й и 5-й гвардейской армий. Для противодействия этому контрудару командование 2-го Украинского фронта было вынуждено перебросить один корпус из состава 5-й гвардейской танковой армии, что позволило кировоградской группировке вермахта избежать окружения.
В ходе боёв дивизия была пополнена личным составом и вооружением, получила батальон «пантер» и вновь представляла собой серьёзную силу. В марте 1944 года части дивизии в активной обороне под Кировоградом действовали отдельными боевыми группами. Их придавали в усиление различным частям на данном участке фронта, основные силы танкового полка дивизии были переброшены на север для участия в деблокаде «корсунь-шевченковского котла». В конце марта 1944 года соединение было выведено с фронта и отведено за Днестр. В начале апреля 1944 года дивизия «Великая Германия» предприняла успешное контрнаступление в районе Тыргу-Фрумос (Румыния), где нанесла поражение, взяв в окружение 35-й гвардейский стрелковый корпус 27-й советской армии.
Затем в течение двух недель подразделения дивизии, перейдя к обороне, отбивали атаки частей 2-й танковой армии 2-го Украинского фронта. 6 мая 1944 года советские войска получили приказ перейти к обороне и закрепиться на занятых рубежах. Фронт на южном участке стабилизировался на пять месяцев, вплоть до конца августа 1944 года. В результате боёв под Тыргу-Фрумосом немецким войскам впервые удалось получить для изучения несколько образцов новейших советских тяжёлых танков ИС-2.
Во время оперативной паузы дивизия была отведена в тыловую зону и пополнилась согласно штатному расписанию. В конце июля 1944 года соединение в составе 40-го танкового корпуса было переброшено из Румынии на северный участок Восточного фронта — в Восточную Пруссию. Корпусом усиливается 3-я танковая армия группы армий «Центр», ведшая бои в Прибалтике с целью деблокады немецкой группы армий «Север», отрезанной в ходе проводимой советскими войсками операции «Багратион».
В первой половине августа дивизия «Великая Германия» вела тяжёлые бои в районе Шяуляя, безуспешно пытаясь восстановить контроль над городом. Затем дивизия нанесла удар в направлении Рижского залива, чтобы установить связь с подразделениями группы армий «Север». 21 августа 1944 года, прорвав оборону частей 51-й армии, боевая группа фон Штрахвица, созданная на основе танкового полка дивизии, с боем захватила Тукумс, в результате чего между группами армий «Центр» и «Север» был установлен коридор.
После августовских боёв подразделения дивизии понесли большие потери, особенно в бронетехнике. В октябре 1944 года началось крупномасштабное наступление советских войск в Прибалтике. Противодействуя ему, дивизия с боями отошла к Мемелю, где вошла в состав гарнизона окружённого города. В течение месяца мемельская группировка отбивала атаки 43-й советской армии и сумела удержать стратегически важный город-порт.
В конце ноября 1944 года дивизия «Великая Германия» была морем эвакуирована из Мемеля в Восточную Пруссию. На основе штаба дивизии был развёрнут штаб танкового корпуса «Великая Германия». В состав корпуса, кроме дивизии «Великая Германия» и нескольких «дочерних» соединений, вошла также моторизованная дивизия «Бранденбург». Пока шло формирование корпуса, дивизия находилась на отдыхе и пополнении. Кроме больших потерь, понесённых в боях, соединение было ослаблено формированием подразделений корпуса. Так, в составе танкового полка остался лишь один батальон «пантер», батальон тяжёлых танков «тигр» был выведен из состава дивизии и подчинён штабу корпуса. Кроме этого, дивизион штурмовых орудий был передан дивизии «Бранденбург», а ещё один танковый батальон отправлен на Западный фронт.

### 1945 год. Бои на территории рейха

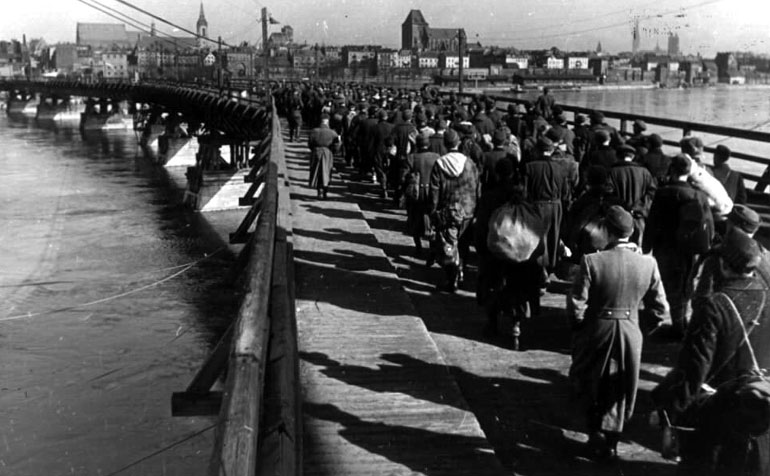
Капитуляция солдат вермахта. Восточная Пруссия, апрель 1945 г.

К январю 1945 года корпус восстановил боеспособность, хотя полностью он так и не был укомплектован, и дивизии «Великая Германия» был присвоен статус танковой. В середине января поступил приказ перебросить корпус из Восточной Пруссии в район польского города Радом. С началом передислокации управления корпуса и дивизии «Бранденбург» развернулось наступление советских войск в Восточной Пруссии. Дивизия «Великая Германия» находилась в резерве командования группы армий «Центр» и располагалась в районе Вилленберга. На данном участке наступали войска 2-го Белорусского фронта. Уже на второй день наступления Красной Армии немецкое командование задействовало свои оперативные резервы. Темп продвижения советских ударных группировок резко снизился. Для противодействия немецким контрударам была введена в бой 5-я гвардейская танковая армия, соединения которой во встречном бою нанесли большие потери дивизии «Великая Германия».
За десять дней боёв Восточная Пруссия оказалась отрезанной от территории остальной Германии, и танковая дивизия «Великая Германия» оказалась в «котле». К 10 февраля 1945 года группировка немецких войск в Восточной Пруссии была рассечена на три части: четыре дивизии противника оказались в Земландии, около пяти — в Кёнигсберге и до двадцати дивизий — в районе Хейльсберга, юго-западнее Кёнигсберга. В 4-й армии вермахта, окружённой на хейльсбергском плацдарме, находилась и «Великая Германия», в которой насчитывалось до 70 танков и САУ.
Вместе со 2-й парашютно-танковой гренадерской дивизией «Герман Геринг» соединение входило в состав парашютно-танкового корпуса люфтваффе «Герман Геринг». Ликвидация хейльсбергской группировки, начатая 10 февраля 1945 года силами 3-го Белорусского фронта, проходила в исключительно тяжёлых условиях. Опираясь на мощный укреплённый район, немецкие войска оказывали ожесточённое сопротивление и силами корпуса «Герман Геринг» наносили постоянные контрудары. 18 февраля 1945 года в бою был смертельно ранен командующий 3-м Белорусским фронтом генерал армии И. Д. Черняховский, через несколько дней советское наступление было приостановлено.
Пополнив боевой состав частей и соединений, проведя необходимую перегруппировку, советские войска готовились к новому наступлению. Немецкие части, оборонявшиеся на узком плацдарме шириной не более пятидесяти и глубиной не более двадцати километров, испытывали нехватку боеприпасов и предметов снабжения. К началу советского наступления дивизия «Великая Германия» представляла собой несколько боевых групп, не пополнявшихся техникой и личным составом. Танковый полк был сведён в танковую группу, в которой насчитывалось не более 25 танков.
13 марта 1945 года советские войска нанесли два одновременных рассекающих удара с востока и юго-востока и прорвали оборону противника. 20 марта 1945 года немецкое командование приняло решение эвакуировать морем подразделения 4-й армии в район Пиллау. В течение недели части дивизии пытались, ведя арьергардные бои, обеспечить эвакуацию, однако 29 марта 1945 года лишь не более 4000 военнослужащим дивизии, окружённой близ Бальги, удалось переправиться в Пиллау и усилить земландскую группировку.
Остатки дивизии «Великая Германия» были сведены в боевую группу Медер и до конца апреля 1945 года оборонялись в осаждённом Пиллау. 25 апреля 1945 года советские войска штурмом взяли этот последний укреплённый пункт вермахта в Восточной Пруссии. В период с 15 января по 22 апреля 1945 года дивизия «Великая Германия» потеряла убитыми, ранеными и пропавшими без вести 16 988 солдат и офицеров, около 800 человек эвакуировалось морем в Шлезвиг-Гольштейн, где они сдались в плен союзникам.

## Формирования, созданные на базе «Великой Германии»
В течение Второй мировой войны на базе соединения «Великая Германия» было создано несколько подразделений вермахта, которые считались «дочерними». Сформированные на основе отдельных подразделений «Великой Германии», эти части и в дальнейшем комплектовались военнослужащими из её рядов, на командные должности назначались только офицеры дивизии.
Все военнослужащие «дочерних» соединений получали право на ношение именной нарукавной манжетной ленты «Großdeutschland» и шифровок на погоны с вензелем «GD».

### Бригада сопровождения фюрера
В 1938 году из состава Берлинского караульного полка была выделена эскортная рота фюрера (нем. Führer Escort Kommando), 23 августа 1939 года она была развёрнута в батальон (нем. Führer Escort Bataillon). Данное подразделение выполняло функции охраны и сопровождения А. Гитлера, при охране ставок фюрера отвечало за первый периметр. 1 августа 1942 года часть получила новое название — батальон сопровождения фюрера (нем. Führer Begleit Bataillon). В течение 1941—1944 годов из состава батальона выделялись боевые группы, направляемые на Восточный фронт. В августе 1944 года батальон сопровождения был развёрнут в полк, а в ноябре — в бригаду сопровождения фюрера. Тогда же было принято решение сформировать бригаду по штатам моторизованной и превратить её в полноценное боевое соединение. В её составе находились моторизованный полк, танковый батальон, выделенный из состава дивизии «Великая Германия», артиллерийский полк и части усиления. В декабре 1944 года бригада участвовала в наступлении в Арденнах, затем была переброшена на Восточный фронт. В январе 1945 года был получен приказ развернуть бригаду в дивизию, однако фактически никаких изменений в штатном расписании не последовало. В апреле 1945 года части дивизии сопровождения фюрера были разгромлены советскими войсками под Шпрембергом.

### Караульный полк «Великая Германия-Берлин»
В сентябре 1939 года, после принятия решения об использовании полка «Великая Германия» в качестве боевой части на фронте, из его состава была выделена караульная (охранная) рота «Берлин» (нем. Wachkompanie Berlin). Подразделение несло те же церемониально-караульные функции в столице рейха. В 1940 году развёрнуто до батальона, в январе 1942 года он получил название «караульный батальон „Великая Германия“». Комплектация личным составом происходила по ротационному принципу: из фронтовых частей дивизии военнослужащие переводились в Берлин на несколько месяцев для прохождения службы в составе охранного батальона. Батальон «Великая Германия» принял непосредственное участие в событиях, связанных с покушением на Гитлера 20 июля 1944 года. В сентябре 1944 года на базе батальона был развёрнут караульный полк «Великая Германия-Берлин». В апреле 1945 года он вошёл в состав берлинского гарнизона. При штурме немецкой столицы караульный полк был уничтожен советскими войсками.

### 1029-й отдельный моторизованный полк «Великая Германия»
Сформирован 5 марта 1944 года на базе запасных частей дивизии «Великая Германия» в Котбусе и Губене. Состоял из двух моторизованных батальонов, артиллерийского дивизиона и частей усиления. 19 марта участвовал в оккупации Венгрии. С конца марта по конец мая 1944 года вёл оборонительные бои в составе 4-й танковой армии вермахта на карпатских перевалах, отражая советское наступление в ходе Проскуровско-Черновицкой операции. В июне 1944 года полк был расформирован, а его личный состав пополнил дивизию «Великая Германия».

### Моторизованная бригада «Фюрер»
Сформирована в Котбусе 10 июля 1944 года на основе запасной пехотной бригады дивизии «Великая Германия». Формировалась по штатам моторизованной бригады. В октябре 1944 года в Восточной Пруссии эта бригада совместно с дивизией «Герман Геринг» участвовала в отражении советского наступления под Гумбинненом. В декабре она была переброшена на Западный фронт для операции «Стража на Рейне». С января 1945 года — опять на Восточном фронте, в феврале получила приказ развернуть бригаду в дивизию, однако фактически никаких изменений в штатном расписании не последовало. В течение нескольких месяцев вела тяжёлые бои, перебрасывалась с одного участка фронта на другой. В мае 1945 года сумела из-под Вены пробиться на запад для капитуляции перед союзниками.

### Моторизованная дивизия «Курмарк»
Сформирована в январе 1945 года из различных боевых групп и оставшихся запасных частей дивизии «Великая Германия». С февраля вела оборонительные бои на Одере, пытаясь сдержать советское наступление в ходе Висло-Одерской операции. В апреле 1945 года на берлинском направлении, в ходе Берлинской операции, была разбита советскими войсками. Остаткам дивизии удалось пробиться на запад и сдаться американским войскам.

## Участие в событиях 20 июля 1944 года

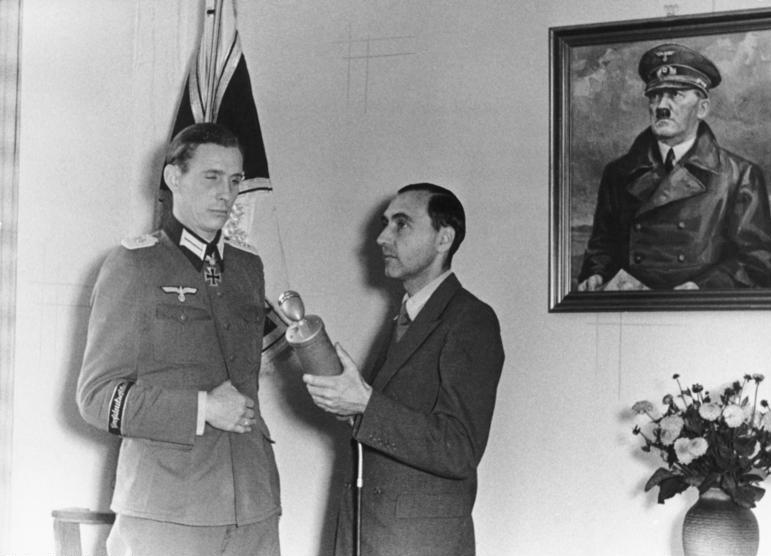
Полковник Отто-Эрнст Ремер даёт интервью после событий 20 июля 1944 года

20 июля 1944 года группой высокопоставленных офицеров вермахта — участников движения Сопротивления — было совершено покушение на жизнь А. Гитлера с целью свержения нацистского режима. Для реализации планов захвата власти заговорщики использовали план «Валькирия», рассчитанный на случай чрезвычайных ситуаций и внутренних беспорядков и утверждённый лично Гитлером. Согласно этому плану, в случае чрезвычайного положения резерв сухопутных войск подлежал мобилизации, а армия брала под контроль государственный аппарат управления. План был составлен одним из руководителей заговора — начальником штаба резерва сухопутных войск полковником Клаусом фон Штауффенбергом таким образом, чтобы любой выполняющий его пронацистски настроенный командир не подозревал бы об истинных намерениях организаторов.
После покушения на Гитлера, совершённого Штауффенбергом в ставке «Вольфшанце» под Растенбургом, потеряв несколько часов времени, руководители заговора отдали приказ о мобилизации в соответствии с планом «Валькирия». Войска, на которые рассчитывали заговорщики, в Берлине состояли из караульного батальона «Великая Германия», а также учебных подразделений ряда военных училищ, расположенных в пригороде столицы. Караульному батальону «Великая Германия» была поставлена задача оцепить правительственный квартал на Вильгельмштрассе и блокировать входы в здание Главного управления имперской безопасности. Командующий батальоном майор Отто-Эрнст Ремер, переведённый на эту должность в мае 1944 года, не был посвящён в планы заговорщиков. Комендант Берлина генерал Хазе, замешанный в заговоре, считал Ремера солдатом, далёким от политики, который будет выполнять приказы, не задавая при этом вопросов.
Действуя быстро и решительно, батальон Ремера выполнил поставленную задачу, однако, когда ему поступил приказ арестовать Геббельса (который как гауляйтер Берлина являлся одновременно имперским комиссаром обороны Берлина), у Ремера возникли серьёзные сомнения. Геббельс в присутствии Ремера связался с Гитлером по телефону, и Гитлер приказал подавить мятеж, произведя Ремера, минуя чин подполковника, в полковники. После этого батальону было приказано снять оцепление с правительственных зданий и сосредоточиться для охраны резиденции Геббельса. Перед солдатами выступил Геббельс, который призвал их оставаться верными присяге и фюреру, затем полковник Ремер отдал приказ арестовать заговорщиков.
Через восемь часов после отдачи приказа о начале «Валькирии» заговорщики потерпели поражение и были окружены в штабе резерва сухопутных войск. Не встречая сопротивления, караульный батальон осуществил захват здания и арест руководителей заговора. Некоторые из них (генерал от инфантерии Ольбрихт, полковник Квирнхайм, полковник Штауффенберг и обер-лейтенант Хафтен) были сразу расстреляны в штабном дворе военнослужащими батальона.

## Тактика и вооружение

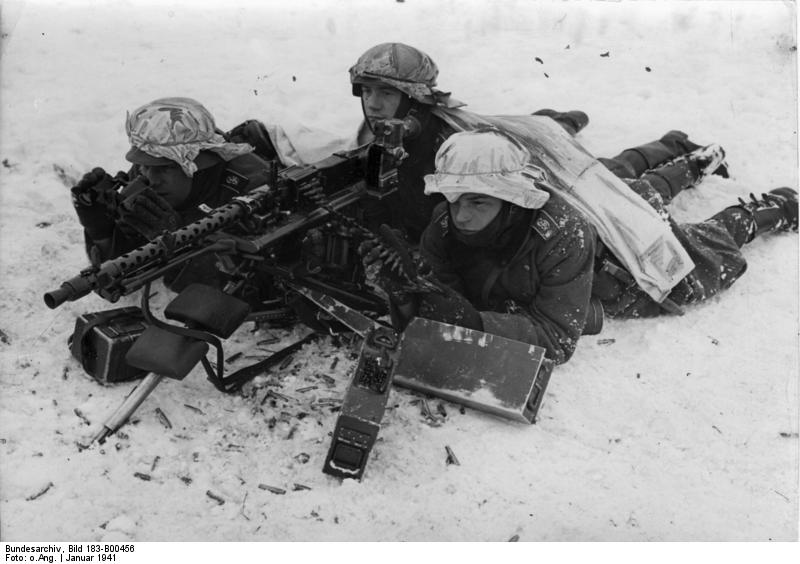
Пулемётный расчёт полка «Великая Германия» на тактических учениях зимой 1941 года. Единый пулемёт MG-34 на треноге. На солдатах — частичная противовоздушная маскировка

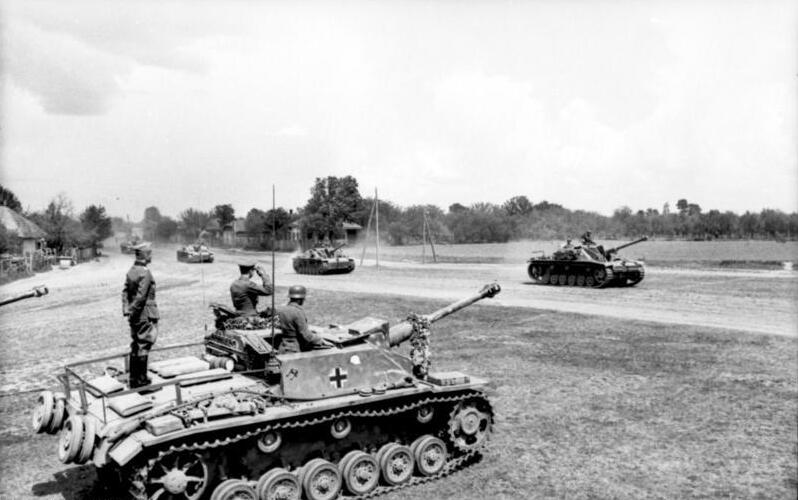
Штурмовые орудия StuG III Ausf. G на параде дивизии «Великая Германия», 20 апреля 1943 года

В течение Первой мировой войны в армиях европейских государств появились новые виды вооружения, такие как авиация и танки, которые существенно изменили весь ход боевых действий. По её окончании продолжали создаваться новые теории ведения войны: воздушная доктрина Дуэ, стратегия непрямых действий Лиддел Гарта, танковая теория Фуллера, советская теория глубокой операции и другие. В Германии была принята теория блицкрига, разработанная в начале века и усовершенствованная Г. Гудерианом, основанная на тесном взаимодействии танковых и пехотных соединений при поддержке авиации.
Причём пехотные подразделения должны быть полностью моторизованы, то есть оснащены колёсным и гусеничным автотранспортом. В этом случае моторизованные части могли поддерживать скорость марша танковых колонн, что позволяло осуществлять прорыв обороны противника на оперативную глубину.
Однородной единицей мотопехоты в вермахте являлся батальон, из батальонов с приданными им подразделениями артиллерии, сапёров и других частей формировались полки. Полки были распределены по танковым и моторизованным дивизиям. Солдаты перемещались на марше в машинах, а при столкновении с противником спешивались. Наиболее острой проблемой была нехватка бронетранспортёров. Так, в мае 1940 года из 80 батальонов только два были вооружены БТР, а в сентябре 1943 года из 226 — 26.
В начале Второй мировой войны, согласно германским уставам, задачи мотопехоты сводились к поддержке действий танков: прорыву эшелонированной обороны, зачистке захваченной территории от остатков войск противника, защите флангов и тылов танковых подразделений от контрударов, удержании занятого плацдарма либо рубежа. Вооружение моторизованных пехотных частей ничем не отличалось от обычных пехотных. В состав пехотного полка вермахта входило три батальона из четырёх рот: трёх стрелковых и одной пулемётной, огневую поддержку осуществляла рота лёгких пехотных орудий и противотанковая рота.
Чтобы подчеркнуть его элитный статус, в полку «Великая Германия» накануне вторжения во Францию была проведена реорганизация: в каждом батальоне, помимо пулемётной роты, была сформирована рота лёгких пехотных орудий; из противотанковой и рот тяжёлых пехотных орудий создан батальон тяжёлого вооружения; кроме того, полку придавалась рота штурмовых орудий StuG III Ausf. B (которые только начали проходить войсковые испытания).
По окончании французской кампании полк дополнительно получил моторизованный тяжёлый артиллерийский дивизион и по штату соответствовал бригаде.
Уже в ходе реальных боевых действий во Франции были серьёзно пересмотрены довоенные концепции использования мотопехоты. В условиях быстро меняющейся обстановки на поле боя было необходимо более плотное и гибкое взаимодействие пехоты, артиллерии, бронетехники и авиации. Создание боевых групп (нем. Kampfgruppe), временных тактических объединений частей различных родов войск, необходимых для выполнения конкретной боевой задачи, позволило решить многие проблемы. Боевые группы применялись как для прорыва вражеской обороны, так и для ведения активной манёвренной обороны. Как правило, группа получала название по имени своего командира, после решения поставленных перед ней задач она расформировывалась — военнослужащие из её состава возвращались обратно в свои части. Ядром боевой группы составлял танковый или мотопехотный батальон (полк), которому придавались артиллерийские, противотанковые и зенитные подразделения, мотоциклисты, сапёры. Обязательно присутствовали офицеры связи люфтваффе, которые координировали действия авиационной поддержки. Немецкие войска успешно применяли боевые группы как в наступлении, так и в обороне на протяжении всей войны. Если сначала данная тактика являлась импровизацией, то начиная с 1943 года это уже предписывалось уставами. Подразделения «Великой Германии» также включались в состав боевых групп, и нередко их действия приводили к стратегическим успехам: так, в конце 1942 года боевые группы Беккера, Келлера и Кассница внесли решающий вклад в срыв масштабного советского наступления под Ржевом, а группа фон Штрахвица в августе 1944 года восстановила связь с отрезанными в Прибалтике частями группы армий «Север».
С весны 1942 года, в рамках подготовки к операции «Блау», была проведена реорганизация моторизованных частей вермахта с целью повысить их огневые возможности. Каждое отделение мотопехоты получило два ручных пулемёта MG-34 вместо одного в обычной пехоте. В моторизованной роте был введён взвод тяжёлого оружия из трёх отделений, двух пулемётных и одного миномётного. В результате в моторизованных ротах имелось вдвое больше пулемётов, чем в ротах пехотных дивизий. Помимо этого, в состав моторизованных дивизий стали включать танковые батальоны, а на вооружение артиллерийских и противотанковых подразделений вместо буксируемых орудий начали поступать самоходные артиллерийские установки. Тогда же для повышения статуса моторизованных частей их стали именовать «танково-гренадерскими» (нем. Panzergrenadier).
В этот период полк «Великая Германия» был развёрнут в дивизию. Формирование происходило по штату моторизованной дивизии вермахта 1942 года: два полка мотопехоты, танковый батальон, артиллерийский полк, разведывательный батальон и вспомогательные части. Дополнительно дивизия была усилена дивизионом штурмовых орудий, тяжёлым зенитным дивизионом РГК и ротой противотанковых САУ.
Поступившая на вооружение дивизии бронетехника, вооружённая длинноствольной 75-мм пушкой (танки PzKpfw IV Ausf. F2, штурмовые орудия StuG III Ausf. F, противотанковые САУ Marder III), была способна на равных противостоять советским Т-34 и КВ-1. В феврале 1943 года, накануне контрнаступления под Харьковом, дивизия получила новейшие образцы вооружения: САУ «Wespe», «Hummel», БТР Sd.Kfz. 251/17, оснащённые счетверённой 20-мм зенитной пушкой, а также роту тяжёлых танков PzKpfw VI «Tiger I» (позднее на её основе был сформирован батальон тяжёлых танков).
В апреле 1943 года соединение посетил генерал-полковник Г. Гудериан, вступивший в должность генерал-инспектора бронетанковых войск, инспектировавший танковые части, вооружённые тяжёлыми танками «Тигр». Опыт боевого применения новых танков получил высокую оценку, и по указанию Гудериана дивизия должна была первой получить на вооружение новейшие танки PzKpfw V «Пантера».
23 июня 1943 года «Великая Германия» получила статус «танково-гренадерской» (Panzergrenadier) дивизии, при этом по количеству бронетехники и артиллерии, согласно штатному расписанию, соединение превосходило любую танковую дивизию вермахта или войск СС.
Во второй половине войны, в условиях, когда немецким войскам приходилось вести бои с противником, превосходившим в живой силе и бронетехнике, использование тактики боевых групп позволяло вести активные оборонительные действия. Основным тактическим приёмом стал так называемый «Ёж» (нем. Igel), с успехом применявшийся вермахтом с первых дней блицкрига, когда боевая группа организовывала оборону опорного пункта, узла дорог или плацдарма.
Обычно боевые группы получали задание удерживать оборону до получения приказа на отход, либо в течение определённого времени. Затем бой внезапно прекращался, а оставленные позиции, часто заминированные, через некоторое время накрывались огнём немецкой артиллерии.
В условиях сплошной линии фронта применялась тактика «противотанкового фронта» (нем. Panzerabwehrkanone Front), когда противотанковые средства на танкоопасных направлениях, объединённые общим командованием, скрытно размещались за оборонительными позициями. Пехоте не ставилась задача борьбы с танками противника, главное — отсечь их от пехотной поддержки. В случае прорыва обороны одними лишь танками противника они попадали под сосредоточенный огонь замаскированных противотанковых и артиллерийских средств, а находящиеся в резерве танковые части контрударом восстанавливали положение.

## Военные преступления дивизии
В ходе Второй мировой войны военнослужащими «Великой Германии» были совершены военные преступления.
В начальный период боевых действий на Западном фронте вермахту и войскам СС было предписано вести себя лояльно по отношению к мирному населению и не нарушать международных правил ведения войны. Поэтому при захвате Франции, Бельгии и Голландии немецкие войска в основном придерживались норм международного военного права.
Однако в ходе боёв вермахт столкнулся с сопротивлением колониальных войск Франции, состоявших в своей массе из алжирских, марокканских и сенегальских подразделений. Исходя из идеи превосходства арийской расы, согласно которой негры и евреи находятся на низшей ступени развития, в их отношении совершались преступления на почве расовой ненависти.
К некоторым из них причастны и подразделения «Великой Германии». Так, в июне 1940 года солдатами полка «Великая Германия» на территории Франции были расстреляно несколько сотен темнокожих пленных солдат французских колониальных войск. 10 июня 1940 года близ коммуны Мондидье в департаменте Сомма было расстреляно 150 сенегальских тиральеров, а 19—20 июня в пригороде Лиона совместно с военнослужащими полка СС «Мёртвая голова» — ещё около 100.
В апреле 1941 года, в ходе вторжения в Югославию и Грецию, вермахт впервые столкнулся с хорошо организованным партизанским движением Сопротивления, пользующимся поддержкой местных жителей. В ответ на участившиеся нападения немецкие оккупационные войска начали проводить политику репрессий против мирного населения.
Широко практиковались захваты и казни заложников. Так, 21 апреля 1941 года в югославском городе Панчево после убийства двух немецких солдат военнослужащими полка «Великая Германия» было казнено 36 мирных жителей.

В рамках подготовки к операции «Барбаросса» высшим руководством нацистской Германии было принято решение о ведении на Востоке «войны на уничтожение». 30 марта 1941 года на совещании в рейхсканцелярии Адольф Гитлер довёл это до сведения высшего командного состава вермахта.
К началу вторжения в СССР ОКВ подготовило приказы «О военном судопроизводстве» и «О комиссарах», которыми предписывалось расстреливать на месте любых лиц, подозреваемых в вооружённом сопротивлении, а также захваченных в плен комиссаров, коммунистов и евреев. В отношении советских военнопленных указывалось, что они лишены права на обращение согласно положениям Женевской конвенции.
21 июня 1941 года приказы немецкого командования были доведены до каждого солдата, участвовавшего в нападении на СССР. При этом военнослужащие вермахта получали полное освобождение от уголовной ответственности за совершение любых преступлений против советских граждан.
На протяжении всего периода военных действий на территории СССР различными частями вермахта и СС совершались такие военные преступления, как массовое уничтожение мирного населения и военнопленных на оккупированных территориях, насилие в отношении мирного населения при проведении политики выжженной земли и при борьбе с партизанами.
Для расследования данных преступлений в СССР в 1942 году была создана Чрезвычайная государственная комиссия по установлению и расследованию злодеяний немецко-фашистских захватчиков. В задачу комиссии входило расследование действий оккупационных войск на захваченной территории СССР, установление личностей преступников и определение причинённого материального ущерба. На основании материалов комиссии был составлен список соединений и частей немецкой армии, совершивших военные преступления на территории СССР. В этот перечень была включена и «Великая Германия».
Так, было установлено, что при отступлении от Тулы в декабре 1941 года полком «Великая Германия» при осуществлении тактики выжженной земли совершались массовые грабежи мирного населения, разрушалось и сжигалось их имущество.
В этот же период солдатами полка была разграблена и частично сожжена музей-усадьба Л. Н. Толстого в Ясной Поляне.
Выводы Чрезвычайной государственной комиссии нашли подтверждение в исследованиях известного
американского учёного Омера Бартова. Согласно им, военнослужащие соединения «Великая Германия» причастны к совершению целого ряда военных преступлений против военнопленных и мирных жителей.
В работе бывшего военнослужащего «Великой Германии», награждённого Рыцарским крестом Железного креста, Гельмута Шпетера «История Танкового корпуса „Великая Германия“», изданной в 1958 году в Кёльне, о совершении дивизией действий, являющихся преступными, не упоминается.
В течение Второй мировой войны и по её окончании в советском плену оказалось около 3,2 миллионов немецких военнопленных. До середины 1943 года военнослужащие вермахта не преследовались за совершение военных преступлений. 19 апреля 1943 года был принят Указ Президиума Верховного Совета СССР «О мерах наказания для немецко-фашистских злодеев, виновных в убийствах и истязаниях советского гражданского населения и пленных красноармейцев, для шпионов, изменников Родины из числа советских граждан и их пособников». Данный указ имел обратную силу и предусматривал в качестве наказания смертную казнь через повешение либо каторжные работы сроком от 15 до 20 лет.
Военнопленные подлежали юрисдикции военных трибуналов РККА и войск НКВД (после 1946 года — МВД СССР). Начиная с 1944 года, органы НКВД приступили к мероприятиям по выявлению среди военнопленных лиц, лично причастных к совершению военных преступлений, либо проходивших службу в воинских частях, воевавших на территории, где немецкими войсками совершались крупные разрушения, массовые казни или иные злодеяния. При этом официально действовал принцип коллективной ответственности — задача доказать личную вину обвиняемого не ставилась, достаточно было установить факт совершения преступления той частью, в которой он служил.
Все военнослужащие дивизии «Великая Германия», попавшие в советский плен, были осуждены за совершение военных преступлений к 25 годам каторжных работ. В их числе был и последний командир дивизии, генерал-майор Г. Медер. Однако в 1954—1956 годах Советский Союз провёл массовые репатриации неамнистированных военных преступников: все оставшиеся в живых осуждённые были переданы властям ФРГ.

## Организация
Ниже приведено штатное расписание подразделений соединения «Великая Германия» за всю историю существования:

### Полк «Великая Германия»
Моторизованный полк «Великая Германия» (Infanterie-Regiment «Großdeutschland»), 1940 год
- штаб полка (Regimentstab);
- оркестр (Musikkorps);
- 1-й стрелковый батальон (I. Schutzen-Bataillon «GD»);
- 2-й стрелковый батальон (II. Schutzen-Bataillon «GD»);
- 3-й стрелковый батальон (III. Schutzen-Bataillon «GD»);
- 4-й батальон пехотной артиллерии (IV. Gun-Bataillon «GD»);
- 17-я мотоциклетная рота (17. Kradschützen-Kompanie «GD»);
- 18-я сапёрная рота (18. Pionier-Kompanie «GD»);
- 19-я рота связи (19. Signals-Kompanie «GD»);
- 20-я зенитная рота (20. Flak-Kompanie «GD»);
- 400-й артиллерийский дивизион (400. Artillerie-Abteilung «GD»);
- 400-й транспортный батальон (400. Nachschubführer «GD»);
- караульная (охранная) рота «Берлин» (Wachkompanie Berlin);
- эскортный батальон фюрера (Führer Escort Bataillon «GD»);
- запасной батальон (Ersatz-Abteilung «GD»).

### Дивизия «Великая Германия»
Моторизованная дивизия «Великая Германия» (Infanterie-Division «Großdeutschland»), 1942 год
- штаб дивизии (Divisionstab);
- Штабная рота (Stabskompanie);
- оркестр (Musikkorps);
- 1-й моторизованный полк «Великая Германия» (Grenadier-Regiment 1 «GD»);
- 2-й моторизованный полк «Великая Германия» (Fusillere-Regiment 2 «GD»);
- Артиллерийский полк «Великая Германия» (Artillerie-Regiment «GD»);
- Танковый батальон «Великая Германия» (Panzer-Troop «GD»);
- Дивизион штурмовых орудий «Великая Германия» (Sturmgesch-Abteilung «GD»);
- Мотоциклетный (разведывательный) батальон «Великая Германия» (Kradschützen-Bataillon «GD»);
- Зенитный артиллерийский дивизион «Великая Германия» (Flak-Abteilung «GD»);
- Противотанковый артиллерийский дивизион «Великая Германия» (Jägerpanzer-Abteilung «GD»);
- Сапёрный батальон «Великая Германия» (Pioneer-Battalion «GD»);
- Батальон связи «Великая Германия» (Signals-Battalion «GD»);
- Транспортный батальон «Великая Германия» (Nachschubführer «GD»);
- Медико-санитарный батальон «Великая Германия» (Sanitats-Abteilung «GD»);
- Караульный (охранный) батальон «Великая Германия» (Wach-Battalion «GD»);
- Батальон сопровождения фюрера (Führer Begleit Bataillon «GD»);
- Запасной учебный полк (Ersatz und Ausbildungs Regiment «GD»).

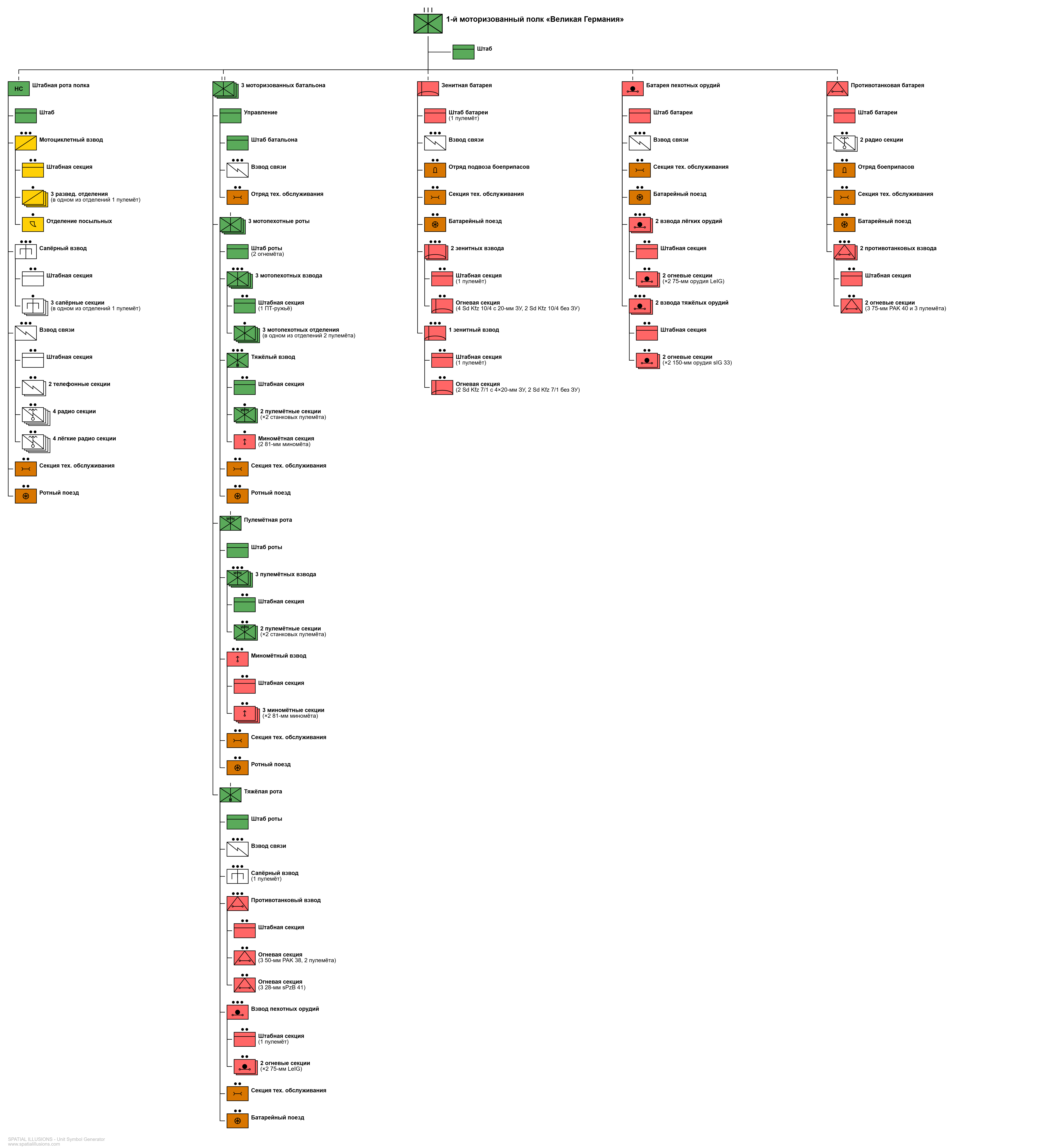
1-й моторизованный полк, 28 июня 1942.
Артиллерийский полк, 28 июня 1942.
Разведывательный батальон, 28 июня 1942.
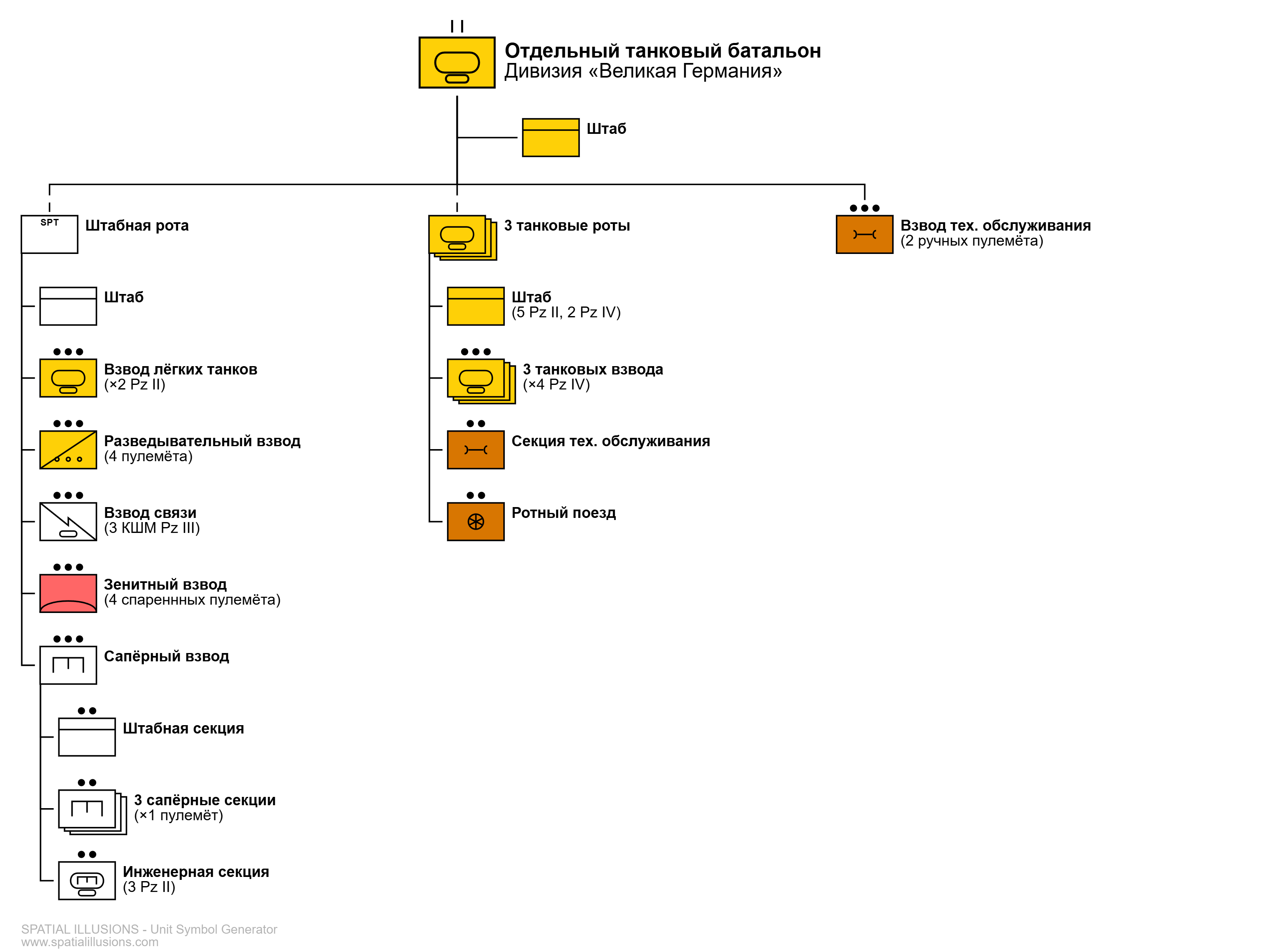
Танковый батальон, 28 июня 1942.
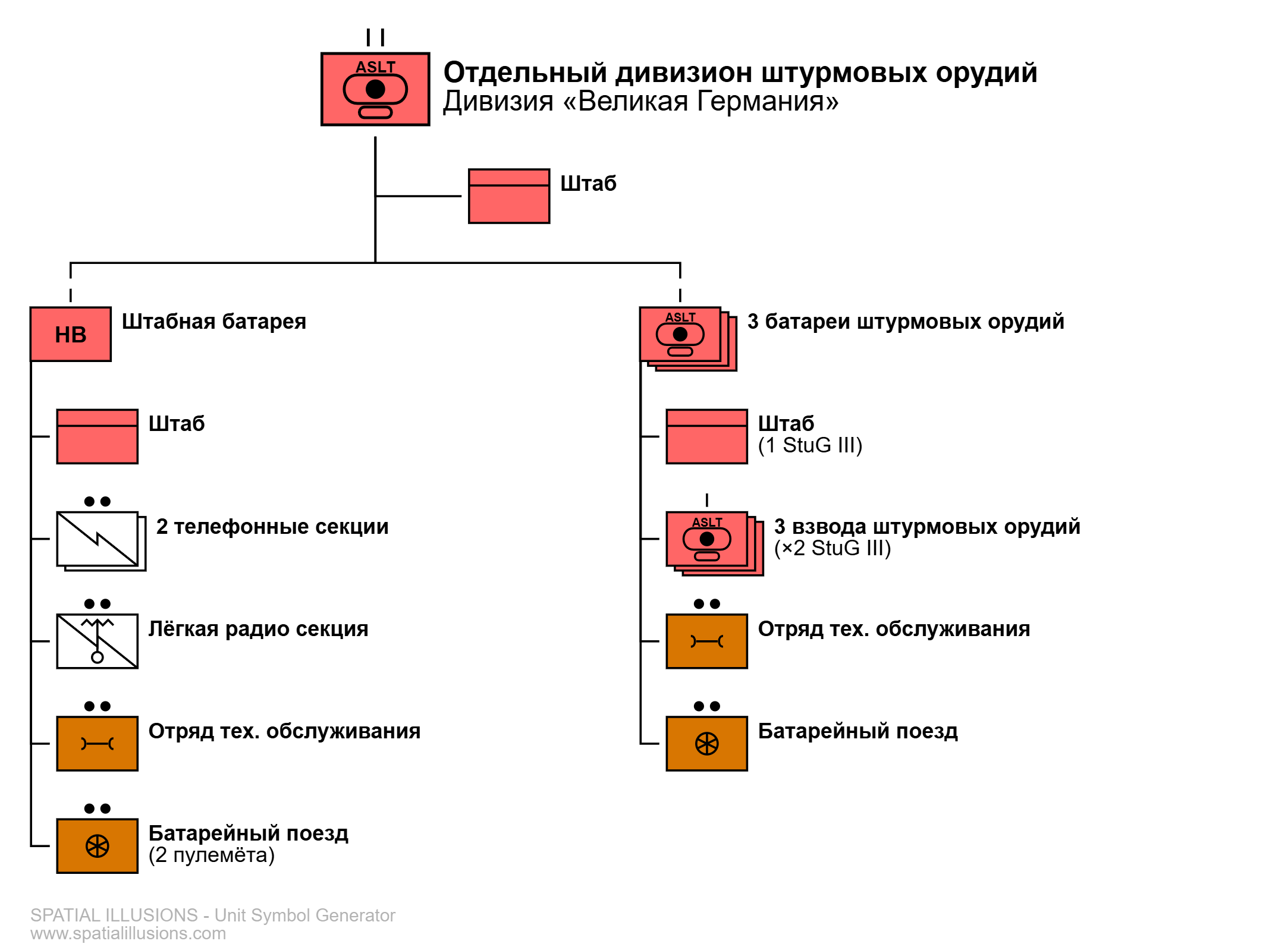
Дивизион штурмовых орудий, 28 июня 1942.

Управление:
- Штаб дивизии
  - Штаб дивизии (19 офицеров, 12 прапорщиков, 29 сержантов и 67 человек личного состава)
  - Охрана штаба
    - 1 пехотное отделение (2 ручных пулемёта и 1 средний грузовик)

  - Мотоциклетный отряд
    - Штабная секция (5 мотоциклов и 1 мотоколяска)
    - 5 секций (5 мотоциклов и 1 мотоколяска на каждую)

  - Секция технического обслуживания (1 мотоцикл с коляской, 1 автомобиль, 2 офицера и 40 человек)
  - Автопарк (3 мотоцикла, 5 лёгких автомобилей, 5 средних автомобилей, 4 автомобиля Kfz 15, 1 автомобиль Kfz 21, 5 лёгких грузовиков, 6 средних грузовиков, 2 лёгких автобуса, 1 средний автобус, переоборудованный под офис)
- Картографический отряд (1 автомобиль Kfz1, 1 средний автобус, переоборудованный под офис, и 1 2-тонный фургон)

1-й моторизованный полк
- 1 штаб полка
  - Штаб полка (5 мотоциклов, 2 мотоцикла с 2 бортовыми автомобилями и 2 автомобиля Kfz 12)
- 1 штабная рота полка
  - Штаб штабной роты (2 мотоцикла, 2 мотоцикла с бортовыми автомобилями и 1 автомобиль Kfz 15)
  - Мотоциклетный взвод
    - Штабная секция (1 мотоцикл и 2 автомобиля Kfz 15)
    - 3 разведывательных отделения (1 мотоцикл, 4 мотоцикла с колясками, 1 отряд имел 1 ручной пулемёт)
    - 1 секция посыльных (8 мотоциклов)

  - Сапёрный взвод
    - Штабная секция (1 мотоцикл, 1 мотоцикл с бортовым автомобилем, 1 автомобиль Kfz 16)
    - 3 секции сапёров (1 мотоцикл, 2 2-тонных грузовика — 1 секция имела 1 пулемёт)

  - Взвод связи
    - Штабная секция (1 мотоцикл, 1 мотоцикл с коляской и 3 автомобиля Kfz 15)
    - 2 телефонные секции (по 1 автомобилю Kfz 15 на каждую)
    - Секция радиосвязи в составе 4 человек (ехали на машинах штабной секции)
    - 4 секции радиосвязи (по 1 автомобилю Kfz 17 на каждого)

  - Секция технического обслуживания (1 мотоцикл с бортовым автомобилем, 1 автомобиль Kfz 2/40)
  - Ротный поезд (1 мотоцикл, 2 лёгких автомобиля, 4 лёгких грузовика, 1 средний грузовик, 1 33-местный средний автобус)
- 1—3-й моторизованные батальоны, каждый в составе: 
  - Управление батальона
    - Штаб батальона (4 мотоцикла, 2 мотоцикла с коляской, 1 автомобиль Kfz 1 и 2 автомобиля Kfz 15)
    - Отряд связи
      - Штаб секции (1 автомобиль Kfz 1 и 1 2-тонный грузовик)
      - 2 телефонные секции (едут в штабном грузовике)
      - 2 секции радистов (едут в штабном грузовике)
      - 2 секции радистов (1 автомобиль Kfz 2 на каждого)

    - Отряд технического обслуживания (1 мотоцикл с коляской, 1 автомобиль Kfz 2/40, 2 лёгких автомобиля, 1 лёгкий грузовик и 5 средних грузовиков)

  - 3 пехотные роты, каждая из которых имеет:
    - Штаб роты (3 мотоцикла, 2 мотоцикла с коляской, 1 автомобиль Kfz 15, 1 2-тонный грузовик, и 2 огнемета)
    - 3 пехотных взвода, каждый с:
      - Штабная секция (1 мотоцикл, 1 автомобиль Kfz 15 и 1 противотанковое ружье)
      - 3 пехотных отделения (2 грузовика Kfz 70 - в каждом отделении по 2 пулемёта)

    - 1 тяжёлый взвод
      - Штабная секция (1 мотоцикл, 1 мотоцикл с коляской и 1 автомобиль Kfz 15)
      - 2 пулемётные секции (2 грузовика Kfz 70 и 2 станковых пулемёта)
      - 1 миномётная секция (3 грузовика KFz 70 и 2 81-мм миномёта 8-cm s.Gr.W.34)

    - 1 секция технического обслуживания (1 мотоцикл с коляской и 1 автомобиль Kfz 2/40)
    - Ротный поезд (2 мотоцикла, 1 мотоцикл с бортовой машиной, 1 лёгкая машина, 3 лёгких грузовика и 1 средний грузовик)

  - 1 пулемётная рота
    - Штаб роты (4 мотоцикла, 2 мотоцикла с бортовым автомобилем, 3 автомобиля Kfz 15)
    - 3 пулемётных взвода, каждый в составе:
      - Штабная секция (1 мотоцикл с бортовой машиной и 2 машины Kfz 15)
      - 2 пулемётные секции (1 средний грузовик и 2 станковых пулемёта на каждое)

    - 1 миномётный взвод
      - Штабная секция (1 мотоцикл и 2 машины Kfz 11)
      - 3 миномётных отделения (2 средних грузовика и 2 81-мм миномёта на каждый)

    - Секция технического обслуживания (1 мотоцикл с коляской и 1 автомобиль Kfz 2/40)
    - Ротный поезд (2 мотоцикла, 1 мотоцикл с бортовой машиной, 1 лёгкая машина, 3 лёгких грузовика и 1 средний грузовик)

  - 1 тяжёлая рота
    - Штаб роты (4 мотоцикла, 1 мотоцикл с коляской и 1 автомобиль Kfz 15)
    - 1 Отряд связи
      - 1 телефонная секция (1 автомобиль Kfz 15)
      - 2 радио секции (по 1 автомобилю Kfz 2 на каждую)

    - 1 сапёрный взвод
      - Штабной отряд (1 мотоцикл, 1 мотоцикл с бортовой машиной, 1 автомобиль Kfz 15, 1 3-тонный грузовик)
      - 3 сапёрных отделения (1 мотоцикл, 2 2-тонных грузовика на каждое - одно отделение имело 1 пулемёт)

    - 1 противотанковый взвод
      - Штабная секция (1 мотоцикл, 1 мотоцикл с коляской и 1 грузовик Kfz 69)
      - Орудийная секция (5 грузовиков Kfz 69, 3 50-мм пушки PAK 38, 2 прицепа с боеприпасами и 2 ручных пулемёта)
      - Орудийная секция (3 грузовика Kfz 69, 3 28-мм sPzB 41)

    - 1 взвод пехотных орудий
      - Штабная секция (1 мотоцикл, 1 мотоцикл с коляской, 1 полугусеничный Sd Kfz 10 и 1 ручной пулемёт)
      - 2 орудийные секции (3 полугусеничных тягача Sd.Kfz. 10, 2 75-мм пушки LeIG и 1 прицеп с боеприпасами)

    - Секция технического обслуживания (1 мотоцикл с бортовой машиной и 1 машина Kfz 2/40)
    - Ротный поезд (2 мотоцикла, 1 лёгкая машина, 3 лёгких грузовика и 1 средний грузовик)
- 1 механизированная лёгкая зенитная батарея
  - Штаб роты (4 мотоцикла, 1 автомобиль Kfz 1, 1 автомобиль Kfz 15 и 1 пулемёт)
  - Отряд связи
    - Штабная секция (1 автомобиль Kfz 15)
    - 1 телефонная секция (1 автомобиль Kfz 15)
    - 3 радио секции (по 1 автомобилю Kfz 2)

  - Отряд боеприпасов (1 мотоцикл и 3 2-тонных грузовика)
  - Секция технического обслуживания (1 мотоцикл с коляской и 1 автомобиль Kfz 2/40)
  - Ротный поезд (1 автомобиль Kfz 15, 1 2-тонный грузовик, 1 средний грузовик, 1 3-тонный грузовик)
  - 2 самоходных зенитных взвода, в составе каждого:
    - Штабная секция (3 мотоцикла, 2 автомобиля Kfz 15 и 1 ручной пулемёт)
    - Орудийная секция (4 полугусеничных Sd Kfz 10/4 с 20-мм орудиями, 2 полугусеничных Sd Kfz 10/4 без орудий, 2 прицепа с боеприпасами)

  - 1 самоходный зенитный взвод с счетверёнными орудиями
    - Штабная секция (5 мотоциклов, 1 автомобиль Kfz 15 и 1 ручной пулемёт)
    - Орудийная секция (2 полугусеничных пулемёта Sd Kfz 7/1 с счетверёнными 20-мм пушками, 2 пулемёта на полугусеничных Sd Kfz 7/1 без орудий, 2 прицепа с боеприпасами)
- 1 рота пехотных орудий
  - Штаб роты (5 мотоциклов, 2 мотоцикла с колясками и 2 автомобиля Kfz 15)
  - Отряд связи
    - 2 телефонные секции (по 1 автомобилю Kfz 15 на каждую)
    - 2 радио секции (по 1 автомобилю Kfz 2 на каждую)

  - Секция технического обслуживания (1 мотоцикл с коляской и 1 автомобиль Kfz 2/40)
  - Ротный автопоезд (1 лёгкий автомобиль, 1 2-тонный грузовик, 1 средний грузовик, 1 3-тонный грузовик)
  - 2 взвода лёгких орудий, каждый в составе:
    - Штабная секция (1 мотоцикл, 1 мотоцикл с бортовой машиной, 1 автомобиль Kfz 12)
    - 2 орудийных отделения (6 машин Kfz 12, 2 75-мм орудия LeIG и 4 прицепа с боеприпасами)

  - 2 взвода тяжёлых орудий, каждый в составе:
    - Штабное отделение (1 мотоцикл, 1 мотоцикл с коляской, 1 автомобиль Kfz 15 и 1 полугусеничный Sd Kfz 10)
    - 2 орудийных отделения (4 полугусеничных Sd Kfz 10, 2 150-мм пехотных орудия, 2 прицепа с боеприпасами на каждое)
- 1 противотанковая батарея:
  - Штаб роты (3 мотоцикла, 1 мотоцикл с коляской и 1 автомобиль Kfz 15)
  - Отряд боеприпасов (3 подносчика боеприпасов Sd Kfz 111)
  - 2 радио секции (по 1 автомобилю Kfz 2 на каждую)
  - 2 противотанковых взвода, в каждом:
    - Штабная секция (1 мотоцикл, 1 мотоцикл с коляской, 1 автомобиль Kfz 1, 1 3-тонный грузовик)
    - Орудийная секция (3 самоходных орудийных повозки с 76,2-мм или 75-мм пушками PAK 40 и 3 ручных пулемёта)

  - Секция технического обслуживания (1 мотоцикл с бортовой машиной, 1 автомобиль Kfz 2/40 и 1 полугусеничный Sd Kfz 10)
  - Ротный поезд (1 мотоцикл с коляской, 1 лёгкий автомобиль, 2 лёгких грузовика, 2 2-тонных грузовика и 5 3-тонных грузовиков)

2-й моторизованный полк: такой же как и 1-й полк.
Артиллерийский полк
- Управление полка
  - 1 штаб полка (4 мотоцикла, 1 автомобиль Kfz 1, 3 автомобиля Kfz 15 и 1 средний автобус)
  - 1 штаб полковой батареи
    - Штабная батарея (2 мотоцикла, 1 автомобиль Kfz 15, 1 наблюдательная машина Sd Kfz 253)
    - Взвод связи
      - Штабная секция: (1 мотоцикл с бортовой машиной и 1 фургон Kfz 17/1)
      - 1 тяжёлая телефонная секция: (1 автомобиль Kfz 2 и 1 фургон Kfz 23)
      - 3 лёгкая телефонная секция: (1 автомобиль Kfz 15 на каждого)
      - 2 лёгкие радио секции: (1 Kfz 17 фургон на каждую)
      - 4 радио секции: (1 автомобиль Kfz 2 на каждую)
      - 1 лёгкая радио секция: (1 фургон Kfz 17/1)

    - Секция технического обслуживания: (1 мотоцикл с бортовым автомобилем и 1 автомобиль Kfz 2/40)
    - Батарейный поезд (3 лёгких автомобиля, 1 автомобиль Kfz 4 со сдвоенным пулемётом, 1 лёгкий грузовик, 3 средних грузовика и 1 33-местный автобус)
- Наблюдательная батарея
  - Штаб батареи (3 мотоцикла, 2 автомобиля Kfz 3, 1 полугусеничный Sd Kfz 251/12)
  - Отделение дальнего обнаружения: (6 полугусеничных машин Sd Kfz 251/12)
  - Секция передового предупреждения: (2 Sd Kfz 251/12)
  - Группа акустической разведки: (4 машины Kfz 3, 4 Sd Kfz 251/12)
  - Группа оценки: (2 автомобиля Kfz 3, 4 фургона Kfz 62 и 1 фургон Kfz 63)
  - Метеорологическая секция: (1 мотоцикл, 1 фургон Kfz 62)
  - Секция технического обслуживания: (1 мотоцикл с коляской и 1 автомобиль Kfz 2/40)
  - Батарейный поезд (1 мотоцикл, 1 лёгкая машина, 1 машина Kfz 4 со спаренными пулемётами, 5 средних грузовиков, 1 фургон Kfz 42, 1 15-местный автобус, 1 прицеп-генератор)
  - Топографический взвод
    - Штабная секция (2 мотоцикла и 1 автомобиль K6z 16)
    - 2 топографические секции; (2 автомобиля Kfz 16 на каждый)
    - 1 секция оценки: (1 фургон Kfz 62)
- 1—2-й артиллерийские дивизионы:
  - 1 штаб дивизиона (3 мотоцикла, 1 мотоцикл с коляской, 1 автомобиль Kfz 1, 3 автомобиля Kfz 15 и 1 средний грузовик)
  - 1 штабная батарея
    - Штаб штабной батареи (2 мотоцикла, 1 автомобиль Kfz 15, 1 бронированная наблюдательная машина Kfz 253)
    - Взвод связи:
      - Штабная секция (1 мотоцикл с коляской и 1 фургон Kfz 17/1)
      - 1 штабная телефонная секция (1 автомобиль Kfz 2 и 1 фургон Kfz 23)
      - 2 лёгкие телефонные секции (1 автомобиль Kfz 15 в каждом)
      - 4 радио секции (1 автомобиль Kfz 2)
      - 1 лёгкая радио секция (1 фургон Kfz 17/1)

    - Топографическая секция (1 мотоцикл, 1 автомобиль Kfz 3 и 1 2-тонный грузовик)
    - Секция технического обслуживания (1 мотоцикл с коляской и 1 автомобиль Kfz 7/40)
    - Батальонная секция технического обслуживания (1 лёгкая машина и 3 средних грузовика)
    - Дивизионный поезд (4 мотоцикла, 3 лёгких автомобиля, 1 автомобиль Kfz 4 со спаренными пулемётами, 4 лёгких автомобиля, 18 средних автомобилей и 1 санитарный автомобиль Kfz 31)

  - 2 батареи 105-мм гаубиц leFH, каждая в составе:
    - Штаб батареи (3 мотоцикла, 1 автомобиль Kfz 1, 1 автомобиль Kfz 2, 2 автомобиля Kfz 15, 1 наблюдательная машина Sd Kfz 253)
    - Отряд связи
      - Штабная секция (1 автомобиль Kfz 15 и 1 фургон Kfz 17/1)
      - 1 средний телефонный отряд (1 автомобиль Kfz 15 и 1 фургон Kfz 76)
      - 1 радио секция (1 автомобиль Kfz 2)

    - Орудийный взвод
      - Штабная секция (1 мотоцикл, 1 автомобиль Kfz 4 со спаренными пулемётами, 2 автомобиля Kfz 15 и 1 полугусеничный Sd Kfz 11)
      - 2 орудийные секции (2 полугусеничных автомобиля Sd Kfz 11, 2 105-мм гаубицы leFH на каждую)
      - Отряд боеприпасов (1 лёгкий автомобиль и 4 3-тонных грузовика)

    - Секция технического обслуживания (1 мотоцикл с коляской и 1 автомобиль Kfz 2/49)
    - Батарейный поезд (1 лёгкий и 3 средних грузовика)

  - 1 батарея 150-мм гаубиц sFH
    - Штаб батареи (3 мотоцикла, 1 автомобиль Kfz 1, 1 автомобиль Kfz 2, 2 автомобиля Kfz 15, 1 наблюдательная машина Sd Kfz 253)
    - Отряд связи
      - Штабная секция (1 автомобиль Kfz 15 и 1 фургон Kfz 17/1)
      - 1 средняя телефонная секция (1 автомобиль Kfz 15 и 1 фургон Kfz 76)
      - 1 радио секция (1 автомобиль Kfz 2)

    - Орудийный взвод
      - Штабная секция (1 мотоцикл, 1 автомобиль Kfz 4 со спаренными пулемётами, 2 автомобиля Kfz 15 и 1 полугусеничный Sd Kfz 7)
      - 2 орудийные секции (2 полугусеничных Sd Kfz 7, 2 150-мм орудия sFH на каждую)
      - Отделение боеприпасов (1 лёгкий автомобиль и 4 3-тонных грузовика)

    - Секция технического обслуживания (1 мотоцикл с коляской и 1 автомобиль Kfz 2/49)
    - Батарейный поезд (1 лёгкий и 3 средних грузовика)
- 3-й артиллерийский дивизион
  - 1 штаб дивизиона (как и в 1-м артдивизионе)
  - 1 батарея 100-мм K18
    - 1 штабная батарея (та же, что и в 1-м дивизионе)
    - Штаб штабной батареи (3 мотоцикла, 1 автомобиль Kfz 1, 1 автомобиль Kfz 2, 2 автомобиля Kfz 15, 1 наблюдательная машина Sd Kfz 253)
    - Отряд связи
      - Штабная секция (1 автомобиль Kfz 15 и 1 фургон Kfz 17/1)
      - 1 средняя телефонная секция (1 автомобиль Kfz 15 и 1 фургон Kfz 76)
      - 1 радио секция (1 автомобиль Kfz 2)

    - Орудийный взвод
      - Штабная секция (1 мотоцикл, 1 автомобиль Kfz 4 со спаренной пулемётной установкой, 2 автомобиля Kfz 15 и 1 полугусеничная машина Sd Kfz 7)
      - 2 орудийные секции (2 полугусеничные машины Sd Kfz 7, 2 орудия 100mm K18 на каждую)
      - Отряд боеприпасов (1 лёгкий автомобиль и 4 3-тонных грузовика)

    - Секция технического обслуживания (1 мотоцикл с коляской и 1 автомобиль Kfz 2/49)
    - Батарейный поезд (1 лёгкий и 3 средних грузовика)

  - 2 гаубичные батареи 150мм sFH, каждая с:
    - Штаб батареи (3 мотоцикла, 1 автомобиль Kfz 1, 1 автомобиль Kfz 2, 2 автомобиля Kfz 15, 1 наблюдательная машина Sd Kfz 253)
    - Отряд связи
      - Штабная секция (1 автомобиль Kfz 15 и 1 фургон Kfz 17/1)
      - 1 средняя телефонная секция (1 автомобиль Kfz 15 и 1 фургон Kfz 76)
      - 1 радио секция (1 автомобиль Kfz 2)

    - Орудийная секция
      - Штабная секция (1 мотоцикл, 1 автомобиль Kfz 4 со спаренными пулемётами, 2 автомобиля Kfz 15 и 1 полугусеничный Sd Kfz 7)
      - 2 орудийные секции (2 полугусеничных Sd Kfz 7, 2 150-мм орудия sFH на каждую)
      - Отделение боеприпасов (1 лёгкий автомобиль и 4 3-тонных грузовика)

    - Секция технического обслуживания (1 мотоцикл с коляской и 1 автомобиль Kfz 2/49)
    - Батарейный поезд (1 лёгкий и 3 средних грузовика)
- 4-й зенитный артиллерийский дивизион
  - Штаб дивизиона (3 мотоцикла, 1 лёгкий автомобиль и 2 автомобиля Kfz 15)
  - 1 штабная батарея
    - Штаб штабной батареи (2 машины Kfz 15 и 2 пулемёта)
    - Взвод связи
      - Штабная секция (2 мотоцикла, 1 мотоцикл с бортовой машиной и 1 фургон Kfz 17/1)
      - 1 тяжёлая телефонная секция (1 автомобиль Kfz 2 и 1 фургон Kfz 23)
      - 3 лёгкие телефонные секции (1 автомобиль Kfz 15 на каждую)
      - 1 радио секция (1 автомобиль Kfz 2)
      - 1 лёгкая радио секция (1 фургон Kfz 17/1)
      - 1 средняя радио секция (1 автомобиль Kfz 15 и 1 фургон Kfz 17/1)

    - Метеорологическая секция (1 мотоцикл и 1 фургон Kfz 61)
    - Секция оценки (1 средний грузовик)
    - Секция технического обслуживания (1 мотоцикл с коляской и 1 автомобиль Kfz 2/40)
    - Отряд технического обслуживания дивизиона (1 лёгкая машина и 4 3-тонных грузовика)
    - Батарейный поезд (1 лёгкая машина, 1 машина Kfz 1, 3 лёгких грузовика, 3 средних грузовика и 1 санитарная машина Kfz 31)

  - 2 88-мм зенитные батареи, в составе каждой батареи:
    - Штаб батареи (3 мотоцикла и 2 автомобиля Kfz 15)
    - Топографический отряд
      - Штабной отряд (1 автомобиль Kfz 15)
      - 2 топографические секции (1 фургон Kfz 74 и 1 прицеп для управления орудием)

    - Отряд связи
      - 1 тяжёлая телефонная секция (1 автомобиль Kfz 2, 1 фургон Kfz 23)
      - 1 лёгкая радио секции (1 фургон Kfz 17)

    - лёгкий зенитный взвод (1 мотоцикл с бортовой машиной, 3 грузовика Kfz 81, 3 20-мм зенитных орудия)
    - Тяжёлый зенитный взвод
      - Штабная секция (1 мотоцикл, 1 автомобиль Kfz 15, 1 полугусеничный Sd Kfz 7 и 1 орудийный лафет без орудия)
      - Орудийная секция (4 полугусеничные машины Sd Kfz 7 и 4 88-мм орудия)

    - Секция технического обслуживания (1 мотоцикл с коляской и 1 автомобиль Kfz 2 /40)
    - Батарейный поезд (1 лёгкий автомобиль, 2 лёгких грузовика, 1 грузовик Kfz 81, 3 средних грузовика и 1 прицеп с боеприпасами)

  - 20-мм зенитная батарея
    - Штаб батареи (3 мотоцикла, 1 автомобиль Kfz 1, 2 автомобиля Kfz 15 и 2 пулемёта)
    - Взвод связи
      - Штабная секция (1 мотоцикл с бортовой машиной)
      - 1 лёгкая телефонная секция (1 автомобиль Kfz 2)
      - 1 лёгкая радио секция (1 фургон Kfz 17)
      - 5 радио секций (1 автомобиль Kfz 2 на каждую)

    - Отряд боеприпасов (4 3-тонных грузовика)
    - 4 лёгких зенитных взвода
      - Штабная секция (2 мотоцикла, 1 автомобиль Kfz 15)
      - Орудийная секция (3 грузовика Kfz 81 и 3 20-мм зенитных орудия)

    - Секция технического обслуживания (1 мотоцикл с коляской и 1 автомобиль Kfz 2/40)
    - Батарейный поезд (1 лёгкая машина, 2 лёгких и 3 средних грузовика)

  - 2 самоходные 37-мм зенитные батареи, каждая в составе:
    - Штаб батареи (2 мотоцикла, 2 мотоцикла с коляской, 1 средний автомобиль, 1 автомобиль Kfz 12 и 1 пулемёт)
    - Взвод связи
      - Штабная секция (1 машина Kfz 2)
      - 1 лёгкая телефонная секция (1 автомобиль Kfz 15)
      - 1 лёгкая радио секция (1 фургон Kfz 17)
      - 5 радио секций (по 1 автомобилю Kfz 2 на каждую)

    - Отряд боеприпасов (1 мотоцикл и 3 3-тонных грузовика)
    - 3 средних зенитных взвода
      - Штабная секция (3 мотоцикла, 1 автомобиль Kfz 15, 1 3-тонный грузовик и 1 пулемёт)
      - Орудийная секция (3 грузовика Kfz 6/2 с 37-мм зенитной пушкой)

    - Секция технического обслуживания (1 мотоцикл с бортовой машиной, 1 автомобиль Kfz 2/40 и 1 средний грузовик)

  - 1 48-тонная артиллерийская колонна
    - Штаб колонны (2 мотоцикла, 1 мотоцикл с бортовой машиной и 2 лёгких грузовика)
    - Транспортный взвод (10—12 средних грузовиков)
    - Транспортная колонна (3 мотоцикла, 1 мотоцикл с коляской, 1 лёгкий автомобиль, 1 автомобиль Kfz 15, 2 лёгких автомобиля, 2 2-тонных и 3 3-тонных грузовика)

Отдельный танковый батальон
- Управление танкового батальона:
- Штаб батальона (2 мотоцикла, 1 мотоцикл с коляской, 1 лёгкая машина, 3 автомобиля Kfz 15 и 1 лёгкий грузовик)
- Штабная рота
  - Штаб штабной роты (2 мотоцикла и 1 автомобиль Kfz 15)
  - Взвод лёгких танков (2 танка Mk II Sd.Kfz.121)
  - Взвод связистов (1 мотоцикл с коляской, 1 автомобиль Kfz 15, 1 КШМ Pz Mk III Sd.Kfz.141, 2 КШМ Pz Mk III Sd Kfz 267[англ.])
  - Взвод разведчиков
    - Штабная секция (3 мотоцикла и 1 автомобиль Kfz 1)
    - 4 отделения (1 мотоцикл, 2 мотоцикла с коляской и 1 ручной пулемёт на каждое)

  - Зенитный пулемётный взвод (4 машины со спаренными пулемётами)
  - Сапёрный взвод
    - Штабная секция (1 мотоцикл, 1 мотоцикл с бортовым автомобилем, 2 2-тонных грузовика)
    - 3 сапёрные секции (на грузовике штабной секции, 1 ручной пулемёт)
    - 1 танковая инженерная секция (3 Pz Mk II Sd Kfz 121)
- 3 средние танковые роты, каждая из которых имеет:
  - Штаб роты (3 мотоцикла, 1 автомобиль Kfz 15, 5 Pz Mk II Sd.Kfz.121 и 2 Pz Mk IV Sd Kfz 161)
  - 3 танковых взвода (4 Pz Mk IV Sd Kfz 161)
  - Секция технического обслуживания (2 мотоцикла с коляской, 1 автомобиль Kfz 2/40, 1 3-тонный грузовик, 2 полугусеничные машины Sd.Kfz. 10)
  - Ротный поезд (2 мотоцикла с колясками, 1 автомобиль Kfz 1, 1 средний грузовик, 5 3-тонных грузовиков)
- Моторизованный взвод технического обслуживания
  - Мастерская (7 3-тонных грузовиков, 2 4,5-тонных грузовика, 2 4,5-тонных фургона, 1 22-местный автобус, 1 прицеп с инструментами, 1 сварочный прицеп и 2 ручных пулемёта)

Отдельный дивизион штурмовых орудий
- Управление дивизиона
  - Штаб дивизиона (4 мотоцикла, 2 мотоцикла с коляской, 2 машины Kfz 15, 1 санитарная машина Kfz 31)
  - 2 лёгкие телефонные секции (1 автомобиль Kfz 15 на каждую)
  - Лёгкая радиосекция (1 фургон Kfz 17)
  - Штабная батарея дивизиона
    - Штаб батареи (1 мотоцикл и 1 автомобиль Kfz 15)
    - Батарейный поезд (1 бронеавтомобиль с 2 зенитными пулемётами, 1 лёгкий грузовик и 1 средний грузовик)
    - Отряд технического обслуживания (1 мотоцикл, 1 мотоцикл с коляской, 1 средний автомобиль, 3 лёгких грузовика, 4 средних грузовика, 1 3-тонный грузовик, 1 3-тонный грузовик, 1 3-тонный грузовик, 1 фургон Kfz 79/2, 1 прицеп с инструментами, 2 полугусеничных Sd Kfz 9, 1 полугусеничный Sd Kfz 9/1 с краном, 2 22-тонных прицепа)
- 3 батареи штурмовых орудий, каждая в составе:
  - Штаб батареи (3 мотоцикла, 1 мотоцикл с коляской, 2 Kfz 15, 1 StuG SdKfz 241)
  - 3 взвода штурмовых орудий (1 мотоцикл, 1 мотоцикл с коляской, 2 StuG SdKfz 241, 1 бронетранспортёр с боеприпасами Sd Kfz 252, 1 бронированный прицеп для боеприпасов)
  - Отряд технического обслуживания (2 мотоцикла с коляской, 1 автомобиль Kfz 2/40, 2 средних грузовика, 1 полугусеничный Sd Kfz 9, 1 22-тонный прицеп для средних танков)
  - Батарейный отряд (1 мотоцикл, 1 машина Kfz 1, 1 машина с 2 зенитными пулемётами, 3 лёгких грузовика, 1 2-тонный грузовик, 3 средних грузовика и 5 3-тонных грузовиков)

Противотанковый дивизион
- Управление дивизиона
  - Штаб дивизиона (2 мотоцикла, 1 мотоцикл с коляской, 4 автомобиля Kfz 15 и 2 пулемёта)
  - Отряд связи
    - Штабная секция (2 мотоцикла и 1 автомобиль Kfz 15)
    - 4 радио секции (1 автомобиль Kfz 2)
    - 2 лёгкие радио секции (1 фургон Kfz 17)

  - Отряд технического обслуживания: (1 мотоцикл с коляской, 1 автомобиль Kfz 2/40, 1 средний автомобиль, 1 лёгкий грузовик и 2 3-тонных грузовика)
  - Поезд дивизиона (2 лёгких автомобиля, 2 лёгких грузовика, 1 2-тонный грузовик, 1 средний грузовик, 1 3-тонный грузовик, 1 санитарный автомобиль Kfz 31)
- 2 моторизованные противотанковые батареи, каждая с:
  - Штаб роты (3 мотоцикла, 1 мотоцикл с коляской и 1 автомобиль Kfz 12)
  - 3 средних противотанковых взвода, каждый из которых имеет:
    - Штабная секция (1 мотоцикл, 1 мотоцикл с коляской и 1 автомобиль Kfz 12)
    - Орудийная секция (5 полугусеничных Sd Kfz 10, 3 50-мм PAK 38, 2 прицепа с боеприпасами и 2 ручных пулемёта)

  - 1 отделение технического обслуживания (1 мотоцикл и 1 автомобиль Kfz 2/40)
  - Батарейный поезд (1 лёгкая машина, 3 лёгких грузовика, 1 2-тонный грузовик, 1 средний грузовик и 1 прицеп с боеприпасами)
- 1 самоходная противотанковая батарея
  - Штаб батареи (3 мотоцикла, 1 мотоцикл с коляской и 1 автомобиль Kfz 15)
  - Отряд боеприпасов (3 бронетранспортера Sd Kfz 111)
  - 2 радио секции (по 1 автомобилю Kfz 2 на каждое)
  - 2 самоходных противотанковых взвода, каждый в составе:
    - Штабное отделение (1 мотоцикл, 1 мотоцикл с коляской, 1 автомобиль Kfz 1 и 1 3-тонный грузовик)
    - Орудийная секция (3 самоходных 75-мм или 76,2-мм орудия и 3 ручных пулемёта)

  - Секция технического обслуживания (1 мотоцикл с коляской, 2 2-тонных грузовика, 1 полугусеничный Sd Kfz 10 и 1 ручной пулемёт)
  - Батарейный поезд (1 автомобиль KFz 15, 1 2-тонный грузовик, 1 средний грузовик и 2 3-тонных грузовика)

Разведывательный батальон
- Управление 1 разведывательного батальона
  - Штаб батальона (8 мотоциклов, 2 мотоцикла коляской, 2 автомобиля Kfz 15 и 1 бронеавтомобиль Sd Kfz 247)
  - Взвод связи
    - Штабная секция (1 мотоцикл, 1 мотоцикл с коляской, 1 автомобиль Kfz 15)
    - 2 радио секции(по 1 автомобилю Kfz 2 на каждое)
    - 1 лёгкая радио секция (1 бронеавтомобиль Sd Kfz 260)
    - 4 лёгкие радио секции (1 бронеавтомобиль Sd Kfz 261 на каждую)
    - 3 средние радио секции (1 бронеавтомобиль Sd Kfz 263 и 1 автомобиль Kfz 15 на каждый)

  - Батальонный ремонтный отряд (1 мотоцикл с коляской, 1 автомобиль Kfz 2/40, 1 лёгкий автомобиль, 2 3-тонных грузовика)
  - Батальонный поезд (1 мотоцикл, 2 лёгких автомобиля, 1 автомобиль Kfz 15, 2 лёгких грузовика, 2 средних грузовика и 1 33-местный автобус)
- 1 бронеавтомобильная рота
  - Штаб роты (2 мотоцикла, 5 мотоциклов коляской, 1 автомобиль Kfz 15)
  - 1 взвод тяжёлых бронеавтомобилей (3 бронеавтомобиля Sd KFz 231 и 2 бронеавтомобиля Sd Kfz 232)
  - 3 взвода лёгких бронеавтомобилей (4 бронеавтомобиля Sd Kfz 222 и 2 бронеавтомобиля Sd Kfz 232 на каждый)
  - Секция технического обслуживания (1 мотоцикл с коляской, 1 автомобиль Kfz 2/40 и 2 2-тонных грузовика)
  - Ротный поезд (1 автомобиль Kfz 15, 3 2-тонных грузовика, 1 средний грузовик и 1 3-тонный грузовик)
- 1 легкобронированная разведывательная рота (полугусеничная)
  - Штаб роты (4 мотоцикла, 1 мотоцикл с коляской и 2 полугусеничные машины Sd Kfz 250/3)
  - 3 разведывательных взвода
    - Штабное отделение (1 полугусеничный Sd Kfz 250/1 и 1 Sd Kfz 250/10 с 37-мм орудием)
    - 3 взвода (3 полугусеничных Sd Kfz 250/1 на каждый — в одном взводе было 2 ручных пулемёта)

  - 1 тяжёлый взвод
    - Штабное отделение (1 мотоцикл и 1 полугусеничный Sd Kfz 250/1)
    - 2 пулемётных отделения (2 полугусеничных Sd Kfz 250/1 и 2 пулемёта на каждом)
    - 1 миномётное отделение (2 полугусеничных Sd Kfz 250/7 с 81-мм миномётом, 2 Sd Kfz 250/7 без миномёта)

  - Секция технического обслуживания (1 мотоцикл с коляской, 1 2-тонный грузовик, 1 полугусеничный Sd Kfz 10 и 1 ручной пулемёт)
  - Ротный поезд (1 легковой автомобиль Kfz 15, 1 2-тонный грузовик, 1 средний грузовик, 2 3-тонных грузовика)
- 2 моторизованные лёгкие разведывательные роты (Volkswagen), каждая в составе:
  - Штаб роты (4 мотоцикла и 3 VW)
  - 3 разведывательных взвода, каждый с:
    - Штабная секция (1 мотоцикл, 1 VW и 1 противотанковое ружье)
    - 3 отделения (4 VW на каждый — один отряд имел 2 ручных пулемётаS)

  - 1 тяжёлый взвод
    - Штабная секция (1 мотоцикл, 3 VW)
    - 2 пулемётные секции (7 VW и 2 станковых пулемёта на каждую)
    - 1 миномётная секция (3 грузовика Kfz 70 и 2 81-мм миномёта)

  - Секция технического обслуживания (1 мотоцикл с коляской и 1 машина Kfz 2/40)
  - Ротный поезд (1 автомобиль Kfz 1, 1 2-тонный грузовик, 1 средний грузовик и 1 3-тонный грузовик)
- 1 тяжёлая рота
  - Штаб роты (3 мотоцикла, 2 мотоцикла коляской, 1 автомобиль Kfz 15)
  - Секция лёгкой телефонной связи (1 автомобиль Kfz 15)
  - Секция технического обслуживания (1 мотоцикл с коляской, 1 автомобиль Kfz 2/40)
  - Ротный поезд (1 автомобиль Kfz 15, 1 2-тонный грузовик, 1 средний грузовик, 1 3-тонный грузовик)
  - Взвод противотанковых орудий
    - Штабная секция (1 мотоцикл, 1 мотоцикл с коляской и 1 автомобиль Kfz 15)
    - Секция боеприпасов (2 полугусеничные машины Sd Kfz 10, 2 прицепа для боеприпасов)
    - Орудийная секция (3 полугусеницы Sd Kfz 10, 3 50-мм пушки PAK 38)

  - Моторизованный взвод пехотных орудий
    - Штабная секция (1 мотоцикл, 1 мотоцикл с коляской и 1 грузовик Kfz 69)
    - Орудийная секция (2 грузовика Kfz 69 и 2 75-мм пушки LeIG)

  - Взвод пехотных орудий
    - Штабная секция (1 мотоцикл, 1 мотоцикл с коляской и 1 полугусеничный Sd Kfz 250/1)
    - Орудийная секция (3 Sd Kfz 251/4 и 2 75-мм орудия)

  - Пионерский взвод
    - Штабной взвод (1 мотоцикл, 1 мотоцикл с коляской, 1 автомобиль Kfz 15 и 2 2-тонных грузовика)
    - 4 пионерских отделения (1 2-тонный грузовик на каждое — 1 отделение имело 2 огнемёта и 2 — по 2 ручных пулемёта на каждое)

  - Секция противотанковых орудий (1 мотоцикл с коляской, 3 грузовика Kfz 70, 3 28-мм противотанковых орудия sPzB 41 и 3 LMG)
- 1 лёгкая разведывательная колонна
  - Штаб колонны (3 мотоцикла, 4 мотоцикла коляской, 1 автомобиль Kfz 15 и 3 пулемёта)
  - 1 отделение (1 мотоцикл и 5 2-тонных грузовиков)
  - 2 секции (4 средних грузовика на каждую)
  - Колонный поезд (1 мотоцикл и 2 средних грузовика)

Сапёрный батальон
- Управление батальона
  - Штаб батальона (2 мотоцикла, 2 мотоцикла с коляской, 2 лёгкие машины, 3 машины Kfz 15 и 2 пулемёта)
  - Отряд связи
  - 4 лёгкие радио секции (по 1 автомобилю Kfz 2 на каждую)
  - 1 тяжёлая секция телефонной связи (1 автомобиль Kfz 2, 1 3-тонный грузовик)
  - Отряд технического обслуживания (1 мотоцикл с коляской, 1 машина Kfz 2/40, 1 лёгкий автомобиль и 2 3-тонных грузовика)
  - Батальонный поезд (1 мотоцикл с коляской, 4 средних грузовика, 2 3-тонных грузовика, 1 санитарная машина Kfz 31)
- 3 лёгкие пионерские роты, каждая в составе:
  - Штаб роты (3 мотоцикла, 1 мотоцикл с коляской и 1 автомобиль Kfz 15)
  - Отряд поддержки (3 3-тонных грузовика и 1 грузовой прицеп)
  - Отряд связи
    - Штабная секция (1 автомобиль Kfz 15)
    - 2 лёгкие танковые радио секции (1 полугусеничный Sd Kfz 250/3)

  - 3 пионерских взвода
    - Штабная секция (1 мотоцикл, 1 мотоцикл с коляской, 1 автомобиль Kfz 15, 1 2-тонный грузовик, 1 противотанковое ружье)
    - 3 пионерские секции (2 2-тонных грузовика; в одном взводе было 2 пулемёта)

  - Секция технического обслуживания (1 мотоцикл с коляской и 1 машина Kfz 2/40)
  - Ротный поезд (1 мотоцикл, 2 средних грузовика и 1 3-тонный грузовик)
- Мостовая колонна (Brüko K)
  - Штаб колонны (3 мотоцикла и 1 лёгкий автомобиль)
  - 2 мостовых взвода, каждый из которых имеет:
    - Штабная секция (1 мотоцикл, 1 мотоцикл с коляской)
    - Понтонная секция (4 3-тонных грузовика и 1 ручной пулемёт)
    - Эстакадный взвод (2 4,5-тонных грузовика и 1 прицеп для моторной лодки)
    - Транцевая секция (4 4,5-тонных грузовика)
    - Бандажная секция (4 3-тонных грузовика)

  - 1 взвод поддержки
    - Штабной взвод (2 мотоцикла с коляской)
    - Секция резиновых плотов (3 средних грузовика и 1 ручной пулемёт)
    - Секция оборудования (2 средних грузовика)
    - Секция поддержки (1 средний грузовик, 1 4,5-тонный грузовик)

  - Секция технического обслуживания (1 мотоцикл с коляской и 1 автомобиль Kfz 2/40)
  - Колонный поезд (1 лёгкий грузовик)
- 1 моторизованная лёгкая колонна снабжения
  - Штаб колонны (2 мотоцикла, 1 мотоцикл с коляской, 1 лёгкая машина)
  - 1 взвод (1 мотоцикл, 1 мотоцикл с коляской, 1 лёгкий грузовик, 5 средних грузовиков, 1 4,5-тонный фургон, 1 компрессорный прицеп, 1 грузовой прицеп, 1 сварочный прицеп и 1 ручной пулемёт)
  - 1 взвод (1 мотоцикл, 5 средних грузовиков, 1 прицеп с инструментами, 1 8-тонный прицеп и 1 ручной пулемёт)
  - Колонный поезд (1 мотоцикл с коляской и 1 средний грузовик)

Батальон связи
- Управление батальона
  - Штаб батальона (2 мотоцикла, 1 лёгкая машина, 2 машины Kfz 15, 2 2-тонных грузовика)
  - Отряд технического обслуживания (1 мотоцикл с коляской, 1 автомобиль Kfz 2/40, 1 лёгкая машина, 2 3-тонных грузовика)
- 1 танковая телефонная рота
  - Штаб роты (1 мотоцикл, 1 мотоцикл с коляской, 1 автомобиль Kfz 15, 1 2-тонный грузовик и 6 пулемётов)
  - 1-й взвод
    - Штабная секция (2 мотоцикла и 1 автомобиль Kfz 15)
    - 1 секция телефонных операций (1 автомобиль Kfz 15 и 1 фургон Kfz 17)
    - 1 тяжёлая телефонная секция (1 автомобиль Kfz 2, 1 фургон Kfz 23)
    - 2 лёгкая телефонная секция (1 автомобиль Kfz 12, 1 фургон Kfz 23 на каждого)

  - 2-й взвод
    - Штабная секция (2 мотоцикла и 1 автомобиль Kfz 15)
    - 6 усиленных телефонных секций (по 1 автомобилю Kfz 2 и 1 фургону Kfz 23)

  - 3-й взвод
    - Штабная секция (2 мотоцикла и 1 автомобиль Kfz 15)
    - 1 секция телефонных операций (1 автомобиль Kfz 15 и 1 фургон Kfz 17)
    - 1 тяжёлая телефонная секция (1 автомобиль Kfz 2, 1 фургон Kfz 23)
    - 2 лёгкие телефонные секции (1 Kfz 12 car, 1 фургон Kfz 23 в каждой)
    - Секция технического обслуживания (1 мотоцикл с коляской и 1 автомобиль Kfz 2/40)
    - Ротный поезд (1 мотоцикл, 1 автомобиль Kfz 15, 3 лёгких грузовика, 2 средних грузовика)
- 1 танковая радио рота
  - Штаб (1 мотоцикл, 1 мотоцикл с коляской, 1 автомобиль Kfz 15, 1 2-тонный грузовик и 2 пулемёта)
  - 1-й взвод
    - Штабная секция (2 мотоцикла и 1 автомобиль Kfz 15)
    - 1 танковый радио отряд (2 танка Sd Kfz 267 и 1 танк Sd Kfz 268 Command Mk III)
    - 1 танковая командная секция (1 полугусеничный танк Sd Kfz 251/6)
    - 2 лёгкие танковые радио секции (1 бронеавтомобиль Sd Kfz 260 на каждого)

  - 2-й взвод
    - Штабная секция (2 мотоцикла и 1 автомобиль Kfz 15)
    - 8 средних танковых радио секций (1 фургон Kfz 17 и 1 бронеавтомобиль Sd Kfz 263 на каждый)

  - 3-й взвод
    - Штабной взвод (2 мотоцикла и 1 автомобиль Kfz 15)
    - 3 средние танковые радио секции (1 фургон Kfz 17 и 1 бронеавтомобиль Sd Kfz 263 на каждого)
    - 1 лёгкая танковая радио секция (1 бронеавтомобиль Sd Kfz 261 на каждого)
    - Техническое обслуживание (1 мотоцикл с коляской, 1 автомобиль Kfz 2/40 и 1 3-тонный грузовик)
    - Ротный поезд (1 мотоцикл, 1 автомобиль Kfz 15, 3 лёгких грузовика, 2 2-тонных грузовика, 2 средних грузовика, 1 фургон Kfz 42 и 1 прицеп-генератор)
- 1 лёгкая моторизованная колонна снабжения (1 мотоцикл с коляской, 1 лёгкая машина, 5 лёгких грузовиков, 1 лёгкий фургон, 3 средних грузовика, 2 фургона Kfz 42, 1 прицеп-генератор и 1 пулемёт)

Службы тылового обеспечения дивизии
- Штаб моторизованного дивизионного батальона снабжения 
  - Штаб батальона (1 мотоцикл, 4 мотоцикла с коляской, 1 средний автомобиль и 1 11-местный автобус)
  - Батальонный поезд (1 лёгкий грузовик)
- 1/,2/,3/,4/,5/,6/,7/,8/,9/,10/ Лёгкие колонны снабжения (30 т), каждая в составе: 
  - Штаб колонны (1 мотоцикл, 1 мотоцикл с коляской и 2 лёгких автомобиля)
  - 2 секции (5 средних грузовиков и 1 ручной пулемёт на каждое)
  - Колонный поезд (1 мотоцикл с коляской и 1 лёгкий грузовик)
- 11/,12/,13/,14/ Тяжёлые колонны снабжения (60 тонн), каждая в составе: 
  - Штаб колонны (1 мотоцикл, 1 мотоцикл с коляской и 2 лёгких автомобиля)
  - 2 секции (5 средних грузовиков и 1 ручной пулемёт на каждое)
  - 2 секции (5 средних грузовиков)
  - Колонный поезд (1 мотоцикл с коляской и 1 лёгкий грузовик)
- 15/,16/,17/,18/ Топливные колонны (25 куб. м), каждая с: 
  - Штаб колонны (1 мотоцикл, 1 мотоцикл с коляской, 1 лёгкий автомобиль)
  - 2 секции (5 средних топливозаправщиков и 1 ручной пулемёт на каждую)
  - Колонный поезд (1 мотоцикл с бортовой машиной и 1 лёгкий грузовик)
- 1/,2/,3/ Роты технического обслуживания, каждая с 
  - Штаб роты (1 мотоцикл и 1 лёгкая машина)
  - 2 взвода технического обслуживания (1 мотоцикл с коляской, 1 лёгкая машина, 1 лёгкий грузовик, 1 тяжёлый грузовик, 1 31-местный автобус, 1 фургон Kfz 79, 1 полугусеничный Kfz 7, 1 грузовой прицеп и 1 прицеп с инструментами на каждый)
  - 1 оружейный взвод (2 мотоцикла с коляской, 1 лёгкий грузовик, 4 средних грузовика)
  - Ротный поезд (1 мотоцикл с коляской, 1 лёгкий автомобиль и 3 лёгких грузовика)
- Рота снабжения 
  - Штаб роты (2 мотоцикла с коляской, 1 лёгкий автомобиль и 1 лёгкий грузовик)
  - 3 взвода снабжения (1 мотоцикл с коляской, 3 средних грузовика и 2 ручных пулемёта на каждый)
  - 1 технический взвод (1 мотоцикл с коляской и 3 средних грузовика)
  - Ротный поезд (1 мотоцикл и 1 лёгкий грузовик)
- Хлебопекарная рота
  - Штаб роты (1 мотоцикл и 1 лёгкий автомобиль)
  - 2 взвода (3 тяжёлых грузовика, 1 тяжёлый водовоз, 1 33-местный автобус, 1 прицеп для замеса теста и 2 прицепа для печей)
  - Ротный поезд (1 мотоцикл с коляской, 1 лёгкий автомобиль и 3 лёгких грузовика)
- Мясницкая рота
  - Штаб роты (1 мотоцикл, 1 мотоцикл с коляской, 1 лёгкий автомобиль)
  - 2 взвода (3 средних грузовика и 1 прицеп-генератор на каждый)
  - Ротный поезд (1 мотоцикл с коляской, 1 лёгкая машина и 3 лёгких грузовика)
- Дивизионный административный отряд (1 мотоцикл и 4 средних грузовика)
- 1/,2/ Медицинские роты, каждая в составе: 
  - Штаб роты (1 мотоцикл, 1 мотоцикл с коляской и 1 лёгкий автомобиль)
  - 3 взвода (1 лёгкая машина, 5 средних грузовиков и 1 санитарная машина Kfz 31)
  - Ротный поезд (1 мотоцикл и 3 лёгких грузовика)
- 1/,2/,3/ Взвода скорой помощи, каждая с: 
  - Штаб взвода (4 мотоцикла с коляской и 2 лёгких автомобиля)
  - 2 секции (8 санитарных машин Kfz 31)
- Отряд военной полиции (12 мотоциклов, 4 мотоцикла с коляской, 14 лёгких автомобилей, 1 лёгкий грузовик и 2 ручных пулемёта)
- Полевая почта (3 лёгких автомобиля и 1 средний грузовик)[112]

Моторизованная дивизия «Великая Германия» (Panzergrenadier-Division «Großdeutschland»), 1944 год
- штаб дивизии (Divisionstab);
- Штабная рота (Stabskompanie);
- оркестр (Musikkorps);
- Механизированный полк «Великая Германия» (Panzergrenadier-Regiment Großdeutschland);
- Бронированный фузилёрский полк «Великая Германия» (Panzer-Füsilier-Regiment Großdeutschland);
- Артиллерийский полк «Великая Германия» (Panzer-Artillerie-Regiment Großdeutschland);
- Танковый полк «Великая Германия» (Panzer-Regiment Großdeutschland);
- Тяжёлый танковый батальон «Великая Германия» (Panzer-Tiger-Abteilung «GD»);
- Дивизион штурмовых орудий «Великая Германия» (Sturmgeschütz-Abteilung Großdeutschland);
- Разведывательный батальон «Великая Германия» (Panzer-Aufklärungs-Abteilung Großdeutschland);
- Дивизион ПВО «Великая Германия» (Heeres-Flakartillerie-Abteilung Großdeutschland);
- Противотанковый дивизион «Великая Германия» (Panzerjäger-Abteilung Großdeutschland);
- Сапёрный батальон «Великая Германия» (Panzer-Pionier-Bataillon Großdeutschland);
- Батальон связи «Великая Германия» (Panzer-Nachrichten-Abteilung Großdeutschland);
- Батальон снабжения «Великая Германия» (Nachschubführer «GD»);
- Медико-санитарный батальон «Великая Германия» (Sanitats-Abteilung «GD»);
- Запасной пехотный полк (Ersatz-Grenadier Regiment «GD»).
- Запасной учебный полк (Ersatz und Ausbildungs Regiment «GD»).

## Командиры
Моторизованный полк «Великая Германия» (нем. Infanterie-Regiment «Großdeutschland»)
- Подполковник Вильгельм фон Штокхаузен (12 июня 1939 — 18 мая 1940)
- Полковник Вильгельм фон Штокхаузен (18 мая 1940 — 1 августа 1941)
- Полковник Вальтер Хёрнляйн (1 августа 1941 — 1 апреля 1942)

Моторизованная дивизия «Великая Германия» (нем. Infanterie-Division «Großdeutschland», Panzergrenadier-Division «Großdeutschland»)
- Генерал-майор Вальтер Хёрнляйн (1 апреля 1942 — 4 марта 1943)
- Генерал-лейтенант Герман Бальк (4 марта 1943 — 30 июня 1943)
- Генерал-лейтенант Вальтер Хёрнляйн (30 июня 1943 — 1 февраля 1944)
- Генерал-лейтенант Хассо фон Мантойфель (1 февраля 1944 — 1 сентября 1944)
- Генерал-майор Карл Лоренц (1 сентября 1944 — 5 января 1945)

Танковая дивизия «Великая Германия» (нем. Panzer-Division «Großdeutschland»)
- Генерал-майор Хельмут Медер (5 января 1945 — 25 апреля 1945)

## Награждённые Рыцарским крестом Железного креста

### Рыцарский Крест Железного креста (49)
- Ойген Гарски, 19.07.1940 — оберстлейтенант, командир 3-го батальона моторизованного полка «Великая Германия»
- Хельмут Бек-Бройхзиттер, 04.09.1940 — обер-лейтенант, командир 14-й (противотанковой) роты моторизованного полка «Великая Германия»
- Ганс Хинделанг, 04.09.1940 — обер-фельдфебель, командир взвода 14-й (противотанковой) роты моторизованного полка «Великая Германия»
- Карл Хэнерт, 23.08.1941 — обер-лейтенант, командир 4-й (пулемётной) роты моторизованного полка «Великая Германия»
- Альфред Грайм, 04.06.1942 — оберстлейтенант, командир 2-го батальона моторизованного полка «Великая Германия»
- Петер Франтц, 04.06.1942 — обер-лейтенант, командир 16-й (штурмовых орудий) роты моторизованного полка «Великая Германия»
- Карл-Людвиг Блюменталь, 18.09.1942 — обер-лейтенант резерва, командир 7-й роты 1-го пехотного полка «Великая Германия»
- Людвиг Кольхаас, 21.11.1942 — оберстлейтенант, командир 3-го батальона стрелкового полка «Великая Германия»
- Ганс Клемм, 10.12.1942 — унтер-офицер, командир отделения 2-й роты моторизованного полка «Великая Германия»
- Хорст Варшнауэр, 12.12.1942 — обер-лейтенант резерва, командир 2-й роты сапёрного батальона «Великая Германия»
- Карл Лоренц, 17.12.1942 — майор, командир сапёрного батальона «Великая Германия»
- Макс Бёрендт, 08.02.1943 — обер-лейтенант, командир зенитного взвода штабной роты моторизованного полка «Великая Германия»
- Курт Герке, 08.02.1943 — оберстлейтенант, командир 1-го батальона моторизованного полка «Великая Германия»
- Ханнс Магольд, 03.04.1943 — обер-лейтенант, командир 1-й батареи дивизиона штурмовых орудий «Великая Германия»
- Рудольф Вэтьен, 14.04.1943 — майор, командир разведывательного батальона «Великая Германия»
- Вальтер Пёссль, 20.04.1943 — майор, командир 1-го батальона танкового полка «Великая Германия»
- Отто-Эрнст Ремер, 18.05.1943 — майор, командир 1-го батальона моторизованного полка «Великая Германия»
- Вильгельм Вегнер, 13.06.1943 — обер-вахмистр, командир взвода 1-й батареи дивизиона штурмовых орудий «Великая Германия»
- Эрих Кашнитц, 15.07.1943 — полковник, командир стрелкового полка «Великая Германия»
- Хельмут Шпэтер, 28.07.1943 — ротмистр, командир 2-й роты разведывательного батальона «Великая Германия»
- Герхард Конопка, 29.08.1943 — обер-лейтенант резерва, командир 2-го батальона моторизованного полка «Великая Германия»
- Ольдвиг фон Натцмер, 04.09.1943 — полковник Генерального штаба, начальник оперативного отдела штаба моторизованной дивизии «Великая Германия»
- Ганс Лекс, 10.09.1943 — обер-лейтенант резерва, командир 7-й роты танкового полка «Великая Германия»
- Эрнст-Альбрехт Хюкель, 27.09.1943 — капитан, командир сапёрного батальона «Великая Германия»
- Йозеф Хербст, 30.09.1943 — обер-лейтенант резерва, командир 2-го батальона стрелкового полка «Великая Германия»
- Леопольд Пошуста, 12.11.1943 — унтер-офицер, командир взвода 2-й роты стрелкового полка «Великая Германия»
- Йозеф Рампель, 14.12.1943 — обер-фельдфебель, командир полувзвода 11-й роты танкового полка «Великая Германия»
- Зигфрид Лейк, 17.12.1943 — капитан, командир 3-го батальона стрелкового полка «Великая Германия»
- Вильгельм Кессель, 23.02.1944 — обер-вахмистр, командир взвода 3-й роты разведывательного батальона «Великая Германия»
- Гюнтер Фамула, 04.05.1944 — лейтенант резерва, командир взвода 5-й (танковой) роты 5-го батальона моторизованного полка «Великая Германия»
- Вальтер фон Витерсхайм, 15.05.1944 — капитан, командир 2-го батальона танкового полка «Великая Германия»
- Бернхард Клемц, 04.06.1944 — капитан, командир 5-й роты танкового полка «Великая Германия»
- Ганс-Фридрих граф цу Рантцау, 09.06.1944 — капитан, командир 2-го (самоходного) дивизиона артиллерийского полка «Великая Германия»
- Ганс-Герман Штурм, 09.06.1944 — обер-лейтенант, командир 3-й батареи бригады штурмовых орудий «Великая Германия»
- Рудольф Шварцрок, 19.08.1944 — майор, командир 1-го батальона моторизованного полка «Великая Германия»
- Ганс-Дитер фон Бассе, 10.09.1944 — майор, командир 1-го батальона стрелкового полка «Великая Германия»
- Ганс Захс, 10.09.1944 — обер-ефрейтор, командир отделения 5-й роты стрелкового полка «Великая Германия»
- Ганс Рёгер, 21.09.1944 — унтер-офицер, командир взвода 1-й роты стрелкового полка «Великая Германия»
- Хайнц Маац, 04.10.1944 — обер-ефрейтор, командир отделения 3-й роты разведывательного батальона «Великая Германия»
- Вильгельм Чорны, 04.10.1944 — ефрейтор, 1-й номер пулемётного расчёта 2-й роты моторизованного полка «Великая Германия»
- Мартин Билиг, 07.10.1944 — обер-фельдфебель, командир взвода 13-й роты моторизованного полка «Великая Германия»
- Рудольф Ларсен, 23.10.1944 — унтер-офицер, командир танка 2-й роты танкового полка «Великая Германия»
- Эрих Шрёдтер, 23.10.1944 — ротмистр, командир разведывательного батальона «Великая Германия»
- Фриц Пликат, 09.12.1944 — фельдфебель, командир взвода 8-й роты танкового полка «Великая Германия»
- Клеменс Зоммер, 18.01.1945 — майор, командир 2-го батальона моторизованного полка «Великая Германия»
- Вольфганг Хееземанн, 17.02.1945 — полковник, командир моторизованного полка «Великая Германия»
- Георг Бёнк, 18.02.1945 — обер-лейтенант, командир 2-го батальона стрелкового полка «Великая Германия»
- Отто Пфау, 23.03.1945 — капитан, командир 1-го батальона моторизованного полка «Великая Германия»
- Ганс Тиссен, 09.05.1945 — лейтенант, командир 2-й батареи зенитного артиллерийского дивизиона «Великая Германия» (награждение не подтверждено)

### Рыцарский Крест Железного креста с Дубовыми листьями (8)
- Вальтер Хёрнляйн (№ 213), 15.03.1943 — генерал-лейтенант, командир моторизованной дивизии «Великая Германия»
- Петер Франтц (№ 228), 14.04.1943 — капитан, командир дивизиона штурмовых орудий «Великая Германия»
- Отто-Эрнст Ремер (№ 325), 12.11.1943 — майор, командир 1-го батальона моторизованного полка «Великая Германия»
- Карл Лоренц (№ 395), 12.02.1944 — полковник, командир моторизованного полка «Великая Германия»
- Диддо Дидденс (№ 501), 15.06.1944 — обер-лейтенант резерва, командир 1-й батареи бригады штурмовых орудий «Великая Германия»
- Йорг Бург (№ 604), 04.10.1944 — обер-лейтенант резерва, командир 7-й роты танкового полка «Великая Германия»
- Хорст Варшнауэр (№ 753), 24.02.1945 — капитан, командир сапёрного батальона «Великая Германия»
- Эрих Шрёдтер (№ 808), 28.03.1945 — ротмистр, командир разведывательного батальона «Великая Германия»

### Рыцарский Крест Железного креста с Дубовыми листьями и Мечами (2)
- Гиацинт граф Штрахвиц фон Гросс-Цаухе унд Камминец (№ 27), 28.03.1943 — полковник резерва, командир танкового полка «Великая Германия»
- Хорст Нимак (№ 69), 04.06.1944 — полковник, командир стрелкового полка «Великая Германия»

## Униформа и особые знаки отличия

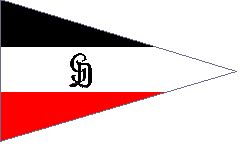
Штандарт дивизии «Великая Германия»

Практически сразу после переименования гвардейского полка «Берлин» (Wachregiment Berlin) 12 июня 1939 г. в полк «Grossdeutschland», для военнослужащих полка была введена парадная и парадно-выходная униформа специального покроя, а именно 20 июня 1939 г. Специальная форменная одежда включала мундир и шинель. Парадный китель обр. 1939г имел ряд отличий от стандартного общеармейского: двойные петлицы-катушки на воротнике были удлинены и всегда вышивались на тёмно-зелёной подложке в тон воротника, Причём у унтер-офицеров из-за галуна по краю ворота двойные петличные катушки утратили один ряд. Также на парадном мундире присутствовали французские обшлага с тройными петличными катушками, расположенными вплотную друг к другу. Форменная шинель стандартного армейского покроя имела белые канты по краю отложного тёмно-зелёного воротника и по краю обшлагов. Головной убор и брюки полагались стандартного образца.
Наиболее заметным знаком отличия были нарукавные манжетные ленты. Введённые в 1939 году, ленты сразу получили широкое распространение и со временем претерпевали изменения. Первоначально лента представляла собой полосу тёмно-зелёной материи с вышитой машинным способом готической надписью «Grossdeutschland» Ленту полагалась носить на правом рукаве в пятнадцати сантиметрах от нижнего края рукава в период с 20.06.1939 г. до лета 1940 г., после чего был введён 2-й тип ленты, представлявший собой точно такую же ленту, но с вышитой также готическим шрифтом надписью «Inf. — regt. Grossdeutschland», белой хлопковой нитью для солдат и унтер-офицеров и серебристой алюминиевой для офицеров. 2-й тип ленты носился крайне непродолжительное время, с лета 1940-го по 07.10 1940 г. 3-й тип ленты отличался тем, что лента стала выполняться из чёрного сукна и на ней вышивалось только «Grossdeutschland» германским (зютерлином) шрифтов. Последний тип ленты, введённый в 1944-м году и носившийся до конца войны, отличался от 3-го изменённым шрифтом надписи на ленте, он стал рукописным. Кроме того, у военнослужащих соединения «Великая Германия» на погонах имелись шифровки в виде вензеля из переплетённых литер «GD». У нижних чинов литеры вышивались хлопковой нитью цветом по роду войск подразделений. Начиная со звания унтер-фельдфебеля на погоны крепились шифровки, отштампованные из алюминия, офицеры же носили такие же шифровки, но анодированные под золото. Такие же шифровки носили на нагрудных горжетах служащие Фельджандармерии, причём для вензеля предусматривалась специальная площадка из металла, крепившаяся в верхней части горжета. Эта площадка красилась в чёрный цвет и имела по верхнему краю кайму из не закрашенного металла, наложенный вензель GD имел серебристый цвет. Помимо этого подразделения ПВО имели дополнительный нарукавный знак отличия, представлявший собой круг тёмно-зелёной материи диаметром 54 мм с вышитым на нём красной нитью изображением крылатого снаряда. Носилась нашивка в районе правого предплечья.
Солдаты и офицеры из батальона сопровождения фюрера помимо нарукавной ленты «Grossdeutschland» носили на другом (левом) рукаве ленту с вышитой надписью «Fuhrerhauptquartier». Первый тип ленты представлял собой полосу материи тёмно-зелёного цвета с вышитой машинным способом золотой готической надписью и золотыми кантами по краям. Второй тип ленты изготавливался из сукна чёрного цвета, с вышитой германским шрифтом серебристой надписью и серебристыми сутажными кантами по краям. Танкисты в этом подразделении имели окантовки погон, петлиц и головных уборов, не общепринятого у танкистов розового цвета, а белого.

## Современность
По прошествии многих лет после окончания Второй мировой войны сохранился интерес к соединению «Великая Германия». Во многих странах, прежде всего Великобритании, США и Испании, существуют клубы военно-исторической реконструкции «Großdeutschland», которые объединяют любителей живой истории (англ. living history), воссоздающих отдельные подразделения дивизии.
В 1994 году подобное объединение появилось в России.
Во всех случаях, специально оговаривается, что члены клубов не пропагандируют и не разделяют идеологий нацизма и ксенофобии.
Реконструкторами проводятся различные массовые мероприятия: выставки, фестивали. В настоящее время история соединения «Великая Германия» представлена также в воинском мемориале в Касселе.
Начиная с послевоенных лет издаются мемуары ветеранов дивизии, некоторые из них, например, книга Ги Сайера «Забытый солдат», представляют литературный интерес.
Учитывая элитарный статус «Великой Германии», этому формированию посвящено множество специализированной литературы, исследующей её историю. Дивизия фигурирует в нескольких компьютерных играх — стратегиях в реальном времени; в одной из игр серии Combat Mission «Combat Mission: Barbarossa to Berlin» американской студии Battlefront Studios
и в игре «Искусство войны. Курская дуга» российской компании 1С. Широко представлена «Великая Германия» и в настольных военно-исторических играх. В частности ей посвящены 3 модуля Tactical combat series от Multi-man publishing и первая игра серии Fighting formations" от GMT.